# Germain le Scot
Pour les articles homonymes, voir Saint Germain et Germain.
Germain le Scot ou Germain l'Écossais ou Germain à la rouelle ou Germain de la mer ou encore Germain d'Amiens  ou de Sénarpont, évêque missionnaire de l'Ouest de la Gaule au Ve siècle est un saint catholique et orthodoxe, célébré le 2 mai.
Fils d'un prince irlandais, il naquit au Ve siècle et fut baptisé, selon la tradition, par saint Germain d'Auxerre.

## Biographie

### Les origines et le nom

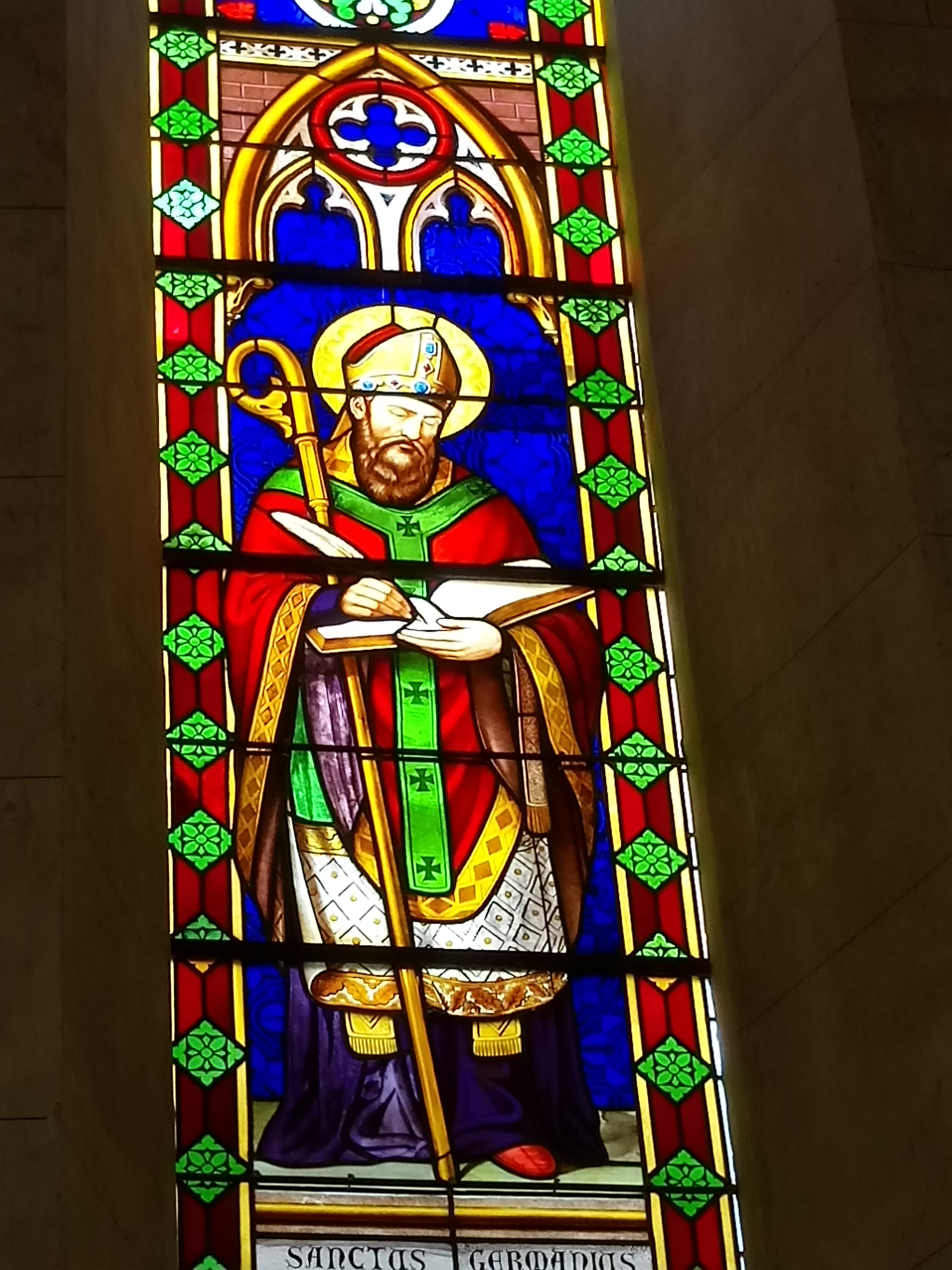
Hauterives (Drôme), église Saint-Roch, vitrail de saint Germain, restauration de Bernadette SOUFFLET (2019).

Depuis le XIXe siècle, le doute s’est installé sur les origines de saint Germain à la Rouelle. Selon l’abbé Marcel de Basseville, l'origine est différente suivant les traditions régionales. Dans un premier temps, les martyrologes Rosweyld et Wilson le présentent comme étant anglais. Jean Rolland remet en cause cette origine anglaise, et comme dom Cauchie, met en avant son origine « Scot » : « non anglus is fuit, sed Scotus » .
Il est appelé par la suite indifféremment «l’Irlandais» en Normandie et «l’Écossais» ou le Scot en Picardie. Les textes tendent à donner raison à ces deux origines. La famille de Saint Germain appartient au peuple : « Scoti Hibernici » . Ces Scots quittèrent l’Hibernie (l’Irlande) pour venir s’installer dans la région de la Clyde située dans l’actuelle Écosse.
Patrice Lajoye rappelle que ces ethnies ne sauraient avoir de valeur absolue. « Au Moyen Âge central, tout ce qui vient des îles Britanniques est dit "scot", voire "anglais" ». Saint Germain est un Breton.

### La famille
Le rang de la famille de Saint Germain a également fait débat. La tradition bollandiste du XVIIe siècle veut que saint Germain « l’Irlandais » soit « le fils du prince Scot Audinius ».
À la fin des années 1970, Robert Dold nous expose une origine multiethnique. Son père d’origine germanique est issu du peuple franc. Il s’appelait Odin. Il accepte la romanisation en se faisant appeler Audinius et s’engage dans l’armée romaine. Son contingent est envoyé en Bretagne insulaire aux limites nord de l’Empire dans la région de la Clyde. Il y rencontre une autochtone scotte nommée Aquila. Germain aurait donc grandi dans un milieu militaire.
Cette hypothèse a été avancée une première fois par le moine de Saint-Wandrille dom Jean Laporte en 1959 relayée par la suite dans le département de la Manche par Charles Grosset dans la Revue de la Manche qui fait le parallèle avec les vies de saint Germain d'Auxerre. Germain d'Auxerre ne s'est rendu ni en Irlande, ni en Écosse. Son activité s'est concentrée dans le Sud de l'île britannique. Dom Jean Laporte prolonge son argumentation : Audinius aurait fait partie de ces auxiliaires francs « constituant ces petits corps de troupes romaines qui vinrent de Gaule combattre les Pictes vers 414 et 416 ». Charles Grosset écarte quant à lui totalement une ascendance celtique pour Germain. Pour cet auteur, il y eut une confusion entre le nom de l'épouse et Aquila signifiant en latin les aigles romaines de l'empire. C'est pourquoi, il lui préfère l'appellation de la mer. Il s'agit du nom donné à la première église ayant comme patron saint Germain dans la Manche au bord de la Diélette.
Plus récemment, Patrice Lajoye soutient que le nom Audinius peut avoir une origine celtique avec pour sens "Petit seigneur".

### La rencontre avec Germain d’Auxerre
Le contexte historique est marqué par l’avènement de la nouvelle religion officielle de l’Empire romain depuis le IVe siècle, mais également par les invasions barbares. Les nouveaux arrivants bousculent les pratiques tandis que les indigènes récemment convertis retournent progressivement au paganisme. Face à cette situation, l’Église envoie ses membres à la reconquête des populations. En 429, le pape Célestin Ier envoie le missionnaire  Germain d'Auxerre en Bretagne au contact des Scots et des Pictes. Accompagné de Loup et du jeune Sénart, il part combattre l’hérésie pélasgienne qui nie le péché originel et la nécessité de la grâce. Ils y font la rencontre d’Audinius et d’Aquila. Séjournant parmi eux, ils se lièrent d’amitié. « L’intelligence dans les sciences » de leur fils retint l’attention des missionnaires. Ils acceptent le baptême. Germain d’Auxerre demanda à être le parrain du fils et selon la tradition l’aida à sortir de la piscine baptismale en lui donnant son nom Germain. De cette rencontre avec saint Germain d’Auxerre, le « jeune Germain » entretient un profond intérêt pour les sciences et la théologie. Il devient prêtre à l’âge de 25 ans.

## La légende de Germain à la rouelle dans le Cotentin

### Le départ pour Diélette (Direth) et la traversée sur une roue
Devenu prêtre, Germain souhaite rejoindre son parrain en Gaule, et traverse la Manche. Il se rend dans le port le plus proche, mais il ne trouve aucune barque, ni aucun pêcheur. La légende veut qu'il a prié Dieu de lui fournir une embarcation, et qu'une roue de char lui soit apparue. Il s’adresse au ciel :
« Seigneur, supplie Germain, si vous approuvez les desseins que j’ai formés pour votre gloire et le salut des âmes, procurez-moi le moyen de franchir les océans. » . « Conduis-moi comme tu as conduit les fils d’Israël du milieu de la mer Rouge ».
Une roue d’un char descendit du ciel et c’est ainsi qu’il se rendit en Gaule. La rouelle serait plus probablement une barque circulaire irlandaise, que la tradition représente comme une roue de charrue. Cette embarcation traditionnelle se nomme corracle ou curraghs en irlandais. Elle est formée d'une ou deux peaux de bœufs tendues sur une armature en osier. Dans les représentations typographiques, Germain est représenté debout sur sa roue soit en position verticale, soit en position horizontale.
Il débarque à l'embouchure de la Diélette (Manche). Lorsqu’il aborde la côte, une réunion de justice se tenait sur la plage. Son arrivée captive la foule qui se dirige vers le saint. Le juge en colère traite le saint de magicien et blasphème sur le dieu chrétien. Le juge se trouve alors frappé par la colère divine.
Cet épisode a été rattaché aux péripéties d'un personnage de la mythologie irlandaise Mog Ruith surnommé le « Serviteur à la Roue » et identifié au dieu Dagda, personnage qui voyage également sur les eaux avec une roue.

### Le combat avec le «dragon à sept têtes» ou le «serpent» duTrou Baligande Flamanville
Le combat avec le « dragon » ou le « serpent » de Flamanville nous est rapporté par deux sources.
Il s'inscrit directement dans la lignée des combats de héros ou de dieux contre les dragons narrés par les mythes indo-européens. Le nom de Baligan se rapprochant de dénominations du diable chez plusieurs peuples européens.

#### L’hagiographie bollandiste
Il y avait dans la région un dragon d’une taille colossale possédant sept têtes. Il terrorisait la région en faisant provision d’enfants dans les villages alentour. Il retournait les dévorer et les digérer dans une grotte. Le procurateur romain Maximien demande au saint d’intervenir. Sur le chemin de la grotte, ils trouvent un enfant mort. Saint Germain lui redonne vie. L’hagiographie bollandiste décrit saint Germain faisant face à la grotte où se tient le dragon. La bête à la vue de saint Germain baisse la tête comprenant le mal qu’elle vient de faire. Saint Germain passe son étole autour du cou du dragon et le dirige vers une citerne non loin de la grotte. Une fois le dragon capturé, il en obture l’orifice.

#### La littérature orale de la Basse-Normandie
La tradition normande du XIXe siècle avance que tout le pays était dans la désolation. Un gigantesque serpent, véritable monstre, s’était établi dans une caverne près de Flamanville. Toutes les semaines la bête parcourait les villages et brisait les clôtures à la recherche d’enfants qu’elle dévorait dans son antre. Pour calmer le monstre, les habitants avaient pris la décision de lui donner en offrande un enfant. Alors que la foule amenait comme à l’accoutumée un enfant au serpent, un étrange objet sur la mer attira son attention :
« la foule voyait un homme se tenir debout, une crosse d’évêque, une mitre en tête et une grande chape. Il ne marchait pas. Il semblait glisser. À mesure qu’il avançait on s’aperçut qu’il était porté par une grande roue de charrue. » C’était saint Germain la Rouelle.
Le saint se dirige vers l’antre du serpent. Celui-ci se recroqueville et tente de retourner dans le trou Baligan. Mais saint Germain l’en empêche, et lui assène un coup de crosse à la tête. La bête se contorsionne puis se fige et s’incruste contre un bloc de granit. Le saint se retourne ensuite vers la foule médusée qui accepte le baptême. Saint Germain reste un peu plus de trois mois dans le Cotentin. Les Cotentinois réclament la protection du saint et lui demandent d’intervenir à Saint-Germain-sur-Ay, Carteret et Querqueville où d’autres serpents terrorisent les villages. Il suscite l’émulation de la population qui pour marquer son passage y érige des églises en son nom.

### Le missionnaire chrétien face au paganisme en Gaule
Au-delà de la littérature normande et de l’hagiographie, le moine irlandais du pays des Scots a historiquement mené un combat contre le paganisme[réf. nécessaire]. La Normandie accueille dès 392 ses premières communautés chrétiennes. Si les élites urbaines n’opposent pas de résistance à la christianisation, les cultes indigènes demeurent des électrons libres au sein de l’empire. Ces croyances se manifestent au Ve siècle par des pratiques visant à entrer en communion avec "les dieux" par le biais de pratiques autour d’éléments naturels : troncs d’arbres, cours d’eau, menhirs, mer…
Les dons de thaumaturges sont considérés par les historiens comme des actions de guérisons travesties en miracle. Leurs travaux s’orientent plus particulièrement sur le travail d’apostolat de saint Germain.

#### Le culte des alligators
Dans son étude de 1943, l’abbé Marcel de Basseville tente de trouver une explication concernant les serpents cotentinois. Durant la romanisation, des alligators furent transportés pour agrémenter les combats de gladiateurs dans les arènes. Il y a eu en Gaule une attirance pour ces animaux exotiques, et certains d’entre eux furent entretenus et vénérés dans des temples dédiés à Jupiter[source insuffisante]. L’abbé Marcel voudrait voir dans ces monstres une description populaire de ces reptiles.

#### Dragon et serpents ou l’incarnation allégorique du paganisme expirant
Charles de Gerville (1769 -1853) rattache les combats de saint Germain contre les serpents aux luttes contre des cultes s’étant déroulés autour des monuments mégalithiques du CotentinJusqu’à la fin du XIXe siècle le Cotentin disposait d’un important patrimoine composé de dolmens et de menhirs. Beaucoup d’entre eux furent arasés.
Saint Germain, loin de vouloir détruire ces monuments, aurait récupéré les rites et les lieux où se concentraient les cultes païens. Charles de Gerville fait ainsi le parallèle avec l’emplacement de ces anciens monuments. Les quatre principales communes cotentinoises où les hagiographes notent ses interventions spectaculaires, comptaient sur leur territoire des ensembles mégalithiques :
- À Flamanville se trouvait une pierre levée ou peulwan (pilier druidique) du hameau La serpentine. Ce beau spécimen se trouvait près de Diélette. Il mesurait huit mètres[23]. Il fut détruit en 1725 « par les ordres d’un marquis de Flamanville pour faire quatre colonnes devant supporter un pont »[24].
- À Saint-Germain-sur-Ay, il délivre les villageois d’un « gigantesque serpent » sévissant dans le havre[25]. Cinq annuaires du XIXe siècle y notent la présence d’un ensemble mégalithique[26],[27],[28],[29]. L’auteur Michel Pinel en expose une description émouvante faite durant l’entre-deux-guerres[30].
- À Carteret encore le saint intervient pour mettre un terme contre le culte idolâtrique des grottes. À marée basse on accède au creux au serpent, les traces de sang du dragon peuvent encore s'y voir, à proximité de la veille église des dunes[31],[32].

#### L'évangélisation des garnisons romaines dulitus saxonicus
Les troupes composant les garnisons du litus saxonicus étaient constituées de mercenaires provenant de tout l'Empire. Pour le Cotentin, des Illyriens, des Bataves et de Suèves étaient disséminés sur le territoire de la presqu'île. Ces peuplades adhérèrent à l'hérésie arienne moins orthodoxe que la voie admise à Rome.
Pour Charles Grosset, sa mission d'apostolat visait essentiellement ces populations. On le voit effectivement à plusieurs reprises entouré de soldats romains ; le débarquement de saint Germain à Diélette ne doit rien au hasard. Il repose son argumentation sur une origine militaire du saint. Elle le prédisposait à s'adresser à des éléments de l'empire qui avaient fait le choix de quitter le giron de l'Église.

#### Les esprits souterrains selon dom Jean Laporte
Dom Jean Laporte voit dans la "grotte profonde et difficile d'accès" du Trou Baligan, un lieu de culte clandestin. Cet "antre à oracle" était un passage permettant au monde des vivants de communiquer avec les esprits souterrains. À travers les victimes du dragons, l'auteur perçoit une survivance des sacrifices humains. Les Gaulois en pratiquaient avant l'arrivée des Romains. Maximien aurait utilisé l'autorité du saint pour mettre un terme à ces pratiques qui étaient depuis longtemps interdites dans l'empire. André Rostand fait également une brève allusion à ces sacrifices comme étant l'illustration de ces « mœurs barbares » singulières.

## Le cheminement de Germain l'Écossais des côtes du Cotentin au siège épiscopal de Trèves

### Les incidents de Bayeux
Saint Germain poursuivit son action apostolique sur les côtes de la Manche durant trois mois. Il quitte le Cotentin pour le Bessin.
Bien que la hiérarchie épiscopale de Bayeux n'a conservé aucune trace du passage du Saint, la tradition retient que Germain se présenta aux portes de la cité. Accompagné de ses disciples et d'une troupe de catéchistes. Il expose ses exigences aux fonctionnaires locaux : la libération des paysans n'ayant pas pu payer l'impôt et du vin pour célébrer la messe.
Le gouverneur de la ville refuse d'accéder à la requête du saint. La légende veut qu'une série de miracles se produisent. Saint Germain fait écrouler une partie du rempart de Bayeux, tandis qu'un homme ressuscite de parmi les morts. Le gouverneur accède aux demandes du saint.
Ce type de bonnes œuvres était courant chez les moines insulaires. Indisciplinés vis-à-vis de la législation civile, il n'était pas rare qu'ils rejettent le bien-fondé du système fiscal asphyxiant la population[source insuffisante].

### Les errements en Gaule du Nord
Il quitte les limites de l’actuelle Normandie pour se diriger vers la Moselle. Il poursuit son action sur la Gaule du Nord correspondant à la Belgique et à la région de la Frise,. L’accueil que lui réservent les Germains est des plus rudes. « Il est souvent chassé des villages et flagellé ». C’est dans ce contexte difficile que Germain se rend à Trèves pour y retrouver l’évêque saint Sever. La ville épiscopale qu’il découvre a déjà fait l’objet de plusieurs dévastations dues aux invasions répétées des barbares.

### L’apprentissage au contact du compagnon de Germain d’Auxerre
Germain le Scot ne s’est finalement pas rendu auprès de son parrain saint Germain d’Auxerre. Si la raison de ce revirement demeure obscure, les deux auteurs, dom Jean Laporte et Charles Grosset, voient en saint Sever une vieille connaissance de l’Ecossoys. Celui-ci avait accompagné saint Germain d’Auxerre durant son voyage en Bretagne insulaire et assista probablement au baptême du jeune Germain en 441.
La rencontre entre les deux hommes se déroule dans une atmosphère tendue. L’évêque Sever est contraint d’abandonner son siège épiscopal sous la pression des Francs de plus en plus nombreux dans la région, mais également des Alamans et des Burgondes. Germain semble avoir pris part à cette évangélisation. Il apprend au contact de Sever à gérer des barbares qu’il est impossible de convertir par la force[réf. nécessaire]. Les deux missionnaires sans protection impériale sont malmenés et chassés de leur divers lieux de prédication. Ils doivent apprendre à composer pour attirer vers l’Église une population nomade sans lieux de culte fixes et constamment en mouvement. Selon les travaux de dom Jean Laporte, c’est durant cette période que le physique de Germain fut durement affecté. Comme le montre l’usure de son fémur droit conservé à Amiens, il vécut ensuite avec une légère boiterie.

## Le précurseur duperegrinatio superiorirlandais
Saint Sever pour récompenser la ferveur de son disciple sacre Germain évêque régionnaire : « Fonde des églises de Dieu, là où il y en a pas, et, là où il y en a, occupe-toi d’instruire prêtres et ministres ». Avant de le libérer, il lui confie également « l’essentiel des usages pénitentiels ainsi qu’un long périple à travers la Gaule, l’Italie et l’Espagne ».
Saint Germain bien avant les moines missionnaires du Xe siècle poursuit sa marche qui prend de plus en plus des allures de Peregrinatio Superior. Il s’exile pour le Christ. Notre infatigable insulaire quitte Trèves pour se rendre à Cologne et y visite saint Séverin . Une fois fait, il quitte la ville épiscopale pour le Saint-Siège à Rome. Il se rend d’abord à la basilique Saint-Pierre. Il y pria si longtemps qu’il y fut retrouvé endormi. Dans ses songes, Paul et Pierre lui rendirent visite et lui intimèrent « d’être courageux et fort… de ne jamais cesser de propager la vrai foi… pour accéder à l’éternelle récompense ».
Le biographe de saint Germain oublie d’éclairer le lecteur sur les raisons de son voyage à Rome. Est-il venu chercher la confirmation de sa dignité épiscopale auprès du saint Père ? Est-ce encore le pape Léon lui-même qui l’envoya en Espagne dans le but de ramener les Wisigoths ariens vers le catholicisme ? Si ces questions demeurent sans réponse et font douter l’auteur dom Jean la porte sur sa venue à Rome, on le retrouve en Euskadi. Son passage est en effet attesté par son biographe en Pays basque espagnol dans les environs de la commune de Tolosa. Il aurait ensuite prolongé son voyage jusqu’au Nord-Ouest de l’Espagne afin de rejoindre ses compatriotes bretons récemment installés. En effet, des communautés bretonnes franchirent les Pyrénées, et ceci, dès la fin du Ve siècle et au début du VIe siècle. Elles s’y installèrent durant la grande émigration bretonne, mais également bien avant lors de leur service sous les ordres des lieutenants romains Maxime, Gérontius et Constantin . La communauté bretonne y était résolument chrétienne et était placée sous la direction de l’évêque résidant à Montonedo. Il y séjourna et y prêcha. Ayant pris conscience que son travail d’évangélisation touchait à sa fin, il se décida à rembarquer pour la Bretagne insulaire.

## Le dernier voyage en Grande-Bretagne du «dompteur de dragon»

### Le retour du «fils prodige»
De retour sur son sol natal, Germain est accueilli par la population. Le contraste avec le continent est saisissant. Il est écouté, attire l'amour des foules et impose même le respect aux prêtres païens bretons. Les faits et gestes du saint rapportés sur l'île entrainèrent une véritable vénération.
Durant dix-huit mois, Germain s'employa à marquer son passage par la construction et la dotation d'églises. Pour cela, il employa les restes de son patrimoine familial mais également les offrandes des fidèles.
Le saint est finalement contraint de quitter l'île de Grande-Bretagne où la situation politique s'aggrave continuellement pour les Bretons. Le saint assiste impuissant à un nouveau bouleversement migratoire. Durant la seconde moitié du Ve siècle les Angles et les Saxons débarquent à l'est en forçant la zone défensive du litus saxonicus insulaire. Ils massacrent et refoulent la population bretonne vers l'ouest, tandis que Pictes et Scots grignotent leurs frontières du nord.
Une partie des bretons restent sur la côte occidentale de l'île et s'abritent au pays de Galles derrière la fortification Offa's Dyke(sic) tandis que les autres, dépossédés de leurs terres, prennent la mer pour la future Bretagne continentale. Le saint se joint à l'exode breton sur le continent.

### La pierre gravée de Pentre Poeth
À la recherche d'un témoignage archéologique du passage de Germain, l'auteur Charles Grosset mena une partie de ses investigations au pays de Galles dernière enclave bretonne face à la colonisation anglo-saxonne.
Son attention se porta plus particulièrement sur une pierre gravée retrouvée à Pentre Poeth dans le canton de Brecon Beacons.
Cette pierre fut mise au jour en 1878 et se trouve actuellement exposée au British Museum. Elle fut étudiée récemment par Nash Williams et Macalister. Sur la face principale, elle expose une inscription latine et celtique : M/ACCVTRENI+SALICIDVNI signifiant « offert par Maccutrenus Salicidunus ». Sur la seconde face, on retrouve trois ensembles rupestres représentant successivement : un homme sur une barque, un saint domptant un dragon et un évêque avec sa crosse. J. Romilly Alen y voit une représentation de saint Michel et le dragon. Ce dernier auteur se range aux arguments avancés en 1901. Charles Grosset insiste sur un point occulté par Romilly : la représentation de l'homme sur sa barque ou sa rouelle. Cet épisode propre à saint Germain rattacherait ces gravures aux "trois épisodes principaux de la vie de saint Germain".

## La recherche de la palme du martyre sur le continent

### Le second débarquement en Cotentin?
Durant ce second voyage, le saint doit faire face à un passager possédé par le diable qui sème le trouble sur l'embarcation. Il l'exorcise et le libère, mais une tempête se lève et terrorise l'équipage, le saint les rassure, apaise les flots et les côtes normandes se dessinent enfin à l'horizon.
Si le lieu précis de son débarquement demeure encore obscur, sa vita le fait débarquer à un endroit nommé Mogdunum. Les deux auteurs normands André Rostand et Charles Grosset veulent voir dans l'ancienne chapelle Saint-Germain non loin de Crasville, le souvenir de la légende de Pétronille. Il serait revenu dans le Cotentin en débarquant sur la côte de Morsalines et rend la vue à la fille d'un notable montebourgeois qu'il baptise Pétronille. Charles Grosset poursuit son interprétation de la Dignitia Dignitatum. Pour ce dernier, la légende de Pétronille est avant tout un symbole d'une église « hérétique et donc aveugle » fondée par la légion des Sarmates alors en faction dans l'Est du Cotentin à qui le saint aurait redonné la vue en la ramenant dans la vrai foi. Pour dom Jean Laporte, cette légende cotentinoise se rattache à « une tradition peu ancienne inacceptable ». Cet auteur traduit Mogdunum par le terme celtique Magdunum signifiant « la forteresse du champ ». Cette interprétation étymologique ne peut y inclure Montebourg près de Valognes, puisque cette commune en plus de se trouver à une dizaine de kilomètres de la mer, se positionne sur une éminence.

### Le Germain l'Écossais au service du «Front des Gaules»

#### La dernière frontière gallo-romaine
Le dernier des Romains Aetius fut assassiné en 454, les Francs se déversent alors en masse entre la Somme et la Loire. Lorsque Germain accoste en Normandie vers l'an 480, Syagrius se pose en successeur d'Aetius et étend son domaine de la Bretagne à Champagne-Ardenne. Dernier représentant de l'autorité gallo-romaine, il affecte des contingents francs romanisés pour empêcher d'autres invasions venant du Nord. La rivière la Bresle constitue alors la frontière septentrionale de ce nouveau royaume où des hommes de guerre francs se voient attribuer des domaines en échange de sa protection. Deux de ces nobles se partagent le contrôle de la Bresle moyenne. Sonnhard reçoit le domaine au confluent de la Bresle et du Liger, et fondera l'agglomération de Sénarpont en Picardie. De l'autre côté de la Bresle, dans l'actuelle Normandie, l'importante bourgade de Vieux-Rouen tombe dans le lot contrôlé par Chuchobald ou Hubaud ou Hubauld ou encore Hubalt[réf. nécessaire].
Saint Germain, peut-être inspiré par l'évêque de Rouen, se dirige vers cette région. Il reste un temps à l'écart des populations gallo-romaines à l'abri des grandes forêts où les populations indigènes viennent écouter Germain dans des cabanes de fortunes, qui, à « l'aide de table y célèbre le sacrifice de la messe ». Le manuscrit de sa Vita le fait réapparaître aux Essarts-Varimpré, puis à Mortemer-sur-Eaulne,. Il rentre finalement en contact avec ces nobles francs. Il développe une amitié certaine avec le noble Sonnhard, tandis qu'il se voit interdire sous peine de mort l'accès à l'agglomération de Vieux-Rouen par le chef Hubaud,.

#### La riposte de Germain le Scot aux menaces du seigneur franc Hubauld
À Mortemer, il s'isole et demande au « Christ de l'assister dans le dernier pas de sa vie apostolique ». Sa vita lui fait apparaître en songe « le Seigneur lui promettant qu'il siégerait à sa droite s'il était immolé par le fer de son ennemi ». Entouré de ses compagnons, ils chantèrent l'office toute la nuit, et à l'aube du 2 mai se mirent en marche à travers la forêt, remontèrent la rivière jusqu'à voir Vieux-Rouen et le château d'Hubauld. Le saint se prépare à défier l'autorité du maître des lieux. Ses clercs réunissent le petit peuple autour du saint qui continue sa passion apostolique. La troupe armée d'Hubauld fait irruption bousculant les clercs « voulant protéger de leur corps le missionnaire ». Germain lance au ciel une dernière supplication :
« Saint, Saint, Saint, invisible et immense, Un et Trine, voici mon heure; retirez je vous prie mon âme de cette masure de boue; je ne veux pas demeurer plus longtemps dans cette triste existence. Je vous recommande ceux que je Vous ai gagnés; accordez-moi seulement que ceux qui invoquerons mon souvenir dans leurs prières soient assurés de Votre assistance; gardez-les comme, pour l'honneur de Votre nom, je les ai gardés… ».
C'est au cours de cette prière, selon Charles Grosset, que le chef Hubault trancha lui-même la tête du saint d'un coup de glaive. Selon l'abbé Marcel de Basseville, Hubault lança de sa monture son scramasaxe avec tellement de rage que la tête du saint tranchée laissa échapper son âme sous la forme d'une colombe d'une blancheur de neige. Pour dom Jean Laporte, c'est un sicaire qui se chargea de plonger un coutelas dans la gorge de Germain. Il lui coupa la tête et la ficha sur un pieu indignant la population de Vieux-Rouen.

### Les dépouilles de «l'apôtre de la Bresle»
Hubault défend à la population de s'approcher de la dépouille du saint qui est laissée en pâture aux animaux. Selon sa Vita, des « anges »vinrent transporter le corps sur la rive droite de la Bresles. Une jeune fille du pays quitta les terres d'Hubault de nuit pour prévenir le chef franc Sénard avec lequel Germain avait tissé des liens d'amitié. Le guerrier franc Sonnhard le fait enterrer sur ses terres. La tête du saint était restée sous la surveillance des gardes d'Hubault. La jeune fille retourna sur la rive gauche de la Bresle bravant la surveillance des gardes, ramena la tête dans le tombeau du saint. Autour du tombeau se développa le village de Saint-Germain-sur-Bresle. À l'origine, il s'agissait d'un petit édifice de pierre doté d'une chambre funéraire. Les miracles et les dévotions des chrétiens sur la tombe de saint-Germain incitent les clercs à y ériger une église.

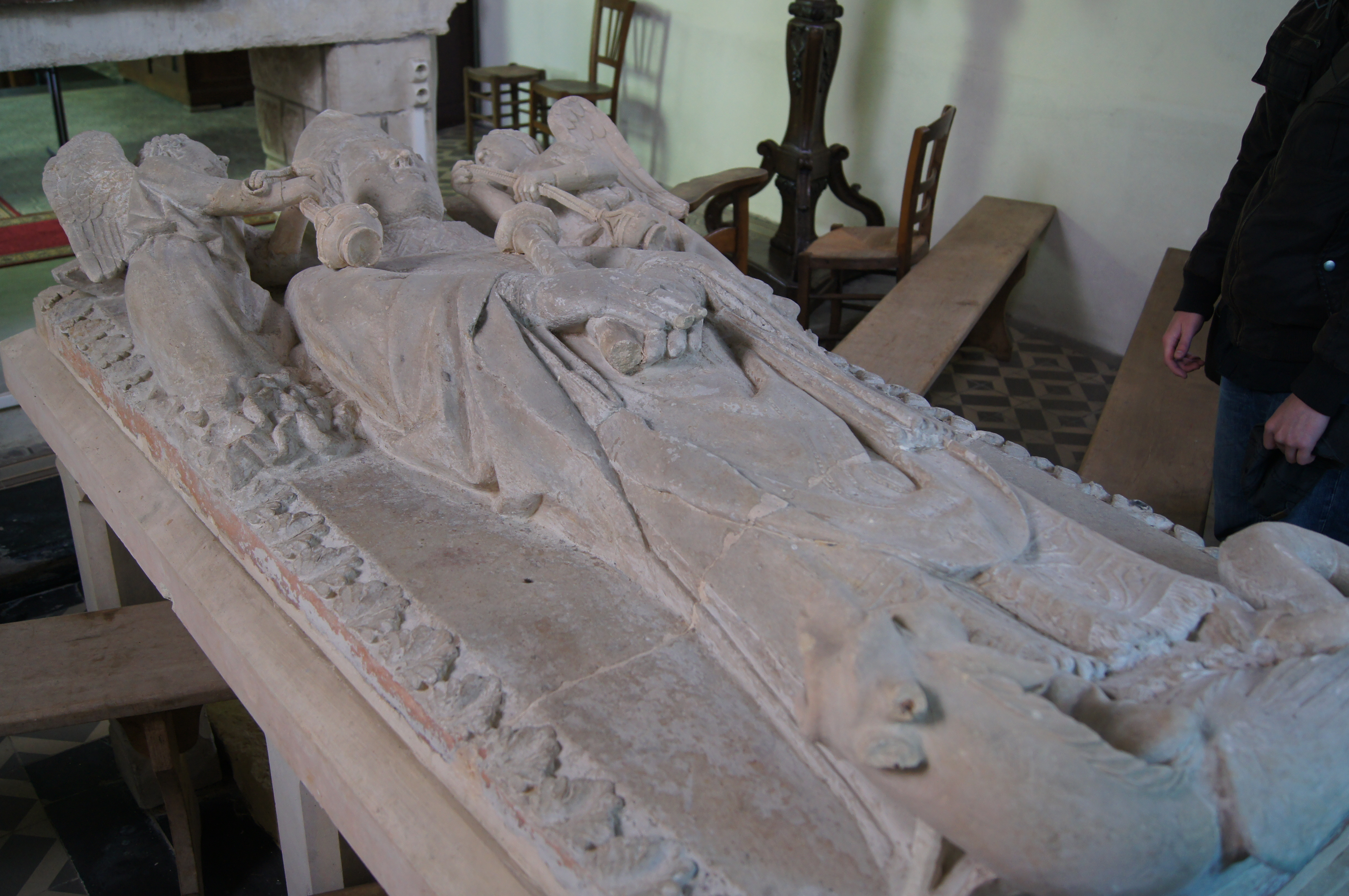
Gisant de Saint-Germain d'Écosse, de la mer ou à la Rouelle.

## Le culte et la sauvegarde des reliques de Saint Germain

### Le rayonnement de Saint-Germain-sur-Bresle
Le tombeau de Saint-Germain à Saint-Germain-sur-Bresle devint le point d'ancrage des pèlerins de Picardie et de Haute-Normandie. Il attira des hommes illustres tel que Charles le Chauve selon les chroniques de 846 qui s'y rendit en allant combattre les Bretons de Nominoë.. La femme de ce dernier, Ermentrude, fit le don d'une étoffe de tissu précieux pour couvrir sa tombe. L'affluence est telle, que l'église primitive construite par Sénart n'avait plus la capacité d'accueil pour la masse des pèlerins.
C'est pourquoi les moines bénédictins de l'abbaye de Saint-Fuscien aux bois vinrent fonder un prieuré à proximité de l'église. Les moines accueillent les pèlerins et leur permettent tour à tour de toucher la dépouille du saint par le bais de deux trous aménagés à cet effet. Les moines y font également descendre des linges que les pèlerins reprennent avec eux pour y envelopper leurs malades. Les seigneurs francs de la région viennent se faire enterrer à Saint-Germain-sur-Bresles au contact même des murailles de l'église espérant ainsi que l'eau coulant du toit viennent purifier leurs tombes leur évitant ainsi le purgatoire. La fin du IXe siècle voit arriver les Danois dans le royaume des Francs. Ils ravagent le pays de Bray se rapprochant dangereusement du corps du saint. Les moines bénédictins décident d'emmener les reliques vers l'Est du pays le 13 novembre 882. À Ribemont, près de la chapelle dédié alors à sainte Anne une force mystérieuse scelle le corps du saint au sol. Les bénédictins n'ont alors pas d'autre choix que de s'y installer.

### Les reliques sous la protection de Ribemont
Le corps du saint reste à la chapelle jusqu'à ce que le seigneur de Ribemont fasse bâtir une église dans son château et décide de faire appel à des chanoines pour la sacralisation des lieux.
En plus du corps de saint Germain reposant dans une chasse, les chanoines confectionnent plusieurs reliques. Le « chef d'évêque à demi-corps » accueille un fragment du crâne du saint tandis que le torse recueille les côtes. Quatre bras-reliquaires sont également confectionnés et arborent en leur centre les fragments de son humérus :
- un bras en argent doré est envoyé à l'église de Ribemont[73],
- un bras en argent simple est attribué à l'église Saint-Germain d'Amiens[73],
- un bras en argent doré est offert à l'église de Saint-Germain-sur-Bresles[73],
- un bras en bois est placé au prieuré de Ribemont[73].

Un siècle plus tard les chanoines s'écartent de la règle monastique, ce qui leur vaut d'être expulsés de Ribemont en 1141. La population de Ribemont fait pression pour que les reliques soient maintenues à leur place. La bulle pontificale de 1156, accède à cette demande et l'abbé de Saint-Nicolas se voit donner en plus des reliques, la responsabilité du prieuré.

### Les sauvetages successifs des reliques
En 1240, les reliques échappent in-extremis à un incendie ravageant le château seigneurial et son église. Elles sont alors entreposées à l'église Saint-Pierre jusqu'à la construction d'une chapelle dédiée à saint Germain en 1560.
Le 7 juin 1650, le frondeur Henri de la Tour d'Auvergne, vicomte de Turenne, passe du côté espagnol et s'allie au comte Fuentès de Saldine. Cette armée franco-espagnole met à sac Ribemont. Les abbés n'ont cette fois-ci pas eu le temps d'organiser la fuite des reliques, seuls le « chef d'évêque à demi-corps » et un des quatre bras-reliquaires sont envoyés à l'abri chez monseigneur Dorigny loin derrière les lignes, à Saint-Quentin. La chasse où se trouvait l'intégralité des ossements du saint fut quant à elle rompue et brisée. Les ossements profanés sont dispersés à même le sol par les soldats. Une fois les pilleurs partis, les ossements épars sont rassemblés dans un coffre que les abbés confient à Gilbert Carlier pour les déposer chez maître Nicolas Vitus prêtre à La Fère.
Au cours de l'année 1659, Jean Cauchie, curé de la paroisse Saint-Germain d'Amiens négocie auprès de l'abbé Nicolas une partie des reliques pour s'être attelé à la rédaction de la vie du saint. Il l'obtient finalement une translation d'une partie des reliques présentes dans le coffre de La Fère le 25 septembre : « le fémur droit du saint, avec une côte, une vertèbre et un fragment du maxillaire inférieur avec une molaire attenante ». Ces nouvelles reliques sont entreposées dans une chasse en bois de chêne finement sculpté et incrusté d'or.
Le 3 mai 1664, les reliques de La Fère retournent à Ribemont. Malgré les refus de l'abbé, les reliques sont une nouvelle fois translatées. Une côte est retirée du coffre avant de retourner à la paroisse. Elle est offerte à l'abbaye. Le « chef d'évêque à demi-corps » et le dernier bras-reliquaire quittent Saint-Quentin et retournent également à Ribemont. Les reliques feront un dernier aller-retour à Saint-Quentin le 7 août 1667. Des garnisons espagnoles de Cambrai ravagent alors la région.
Après 1789, la Révolution française confisque les biens du clergé. À Ribemont, les troupes révolutionnaires procèdent comme partout en France à l'inventaire des biens de l'église. Les révolutionnaires s'intéressent principalement aux métaux précieux qui ornent le « chef d'évêque à demi-corps » et le bras-reliquaire. Ils fracturent également la chasse afin d'y « vérifier que rien de sonnant et trébuchant ne s'y trouve ». Pendant l'inventaire, le maire de Ribemont Charles-Adrien-Antoine Violette pose discrètement les ossements dans une simple étoffe qu'il cache chez lui un temps. En tant que républicains, dissimuler ce type de paquet peut s'avérer dangereux. Il les remet secrètement à un citoyen de Ribemont. Ce dernier, cinq ans après la mort de l'ancien maire de Ribemont, les remettra directement au curé de Ribemont le 28 avril 1803. En 1805, une autre relique vient s'ajouter à celle de saint Germain sans qu'il soit possible d'identifier avec certitude le saint en question. Il se situait sous l'autel en ruine de l'église Saint-Denys : « de forme octogonale, le reliquaire mesure deux pouces de hauteur, neuf pouces de circonférence, et deux pouces et demi de diamètre ».
Durant la Grande Guerre, alors que le front se rapproche dangereusement de Ribemont, les reliques sont confiées à monsieur Tordeux le 3 octobre 1918. Il les emporte à Sains du Nord. Elles retournent à Ribemont bien après la signature de l'armistice, en janvier 1919.
Le dernier sauvetage des reliques du saint fut opéré par l'abbé Marcel Basseville lui-même. Alors que le nord de la France subit l'occupation allemande L'abbé de Ribemont camoufle la chasse et en retire le précieux contenu le 16 mai 1940. Avant la translation il en fait l'inventaire suivant:
- un grand sachet contenant les débris du suaire ayant entouré le saint lors de son inhumation à Saint-Germain-sur-Bresles,
- le reliquaire octogonal non identifié de l'église Saint-Denys
- un sachet contenant des fragments et la poussière du fond de la chasse
- une pochette de documents permettant d'authentifier les reliques du saint.

Une fois l'armistice de la Seconde Guerre mondiale signé, l'abbé restitue l'intégralité de ces reliques rattachées alors à Notre-Dame-de-Sissy. Il se met par la suite à consigner par écrit les archives de Ribemont et publie son ouvrage intitulé Saint Germain Scot, dit l’Eccossoy.
Les 22 et 26 avril 1959, le « chef d'évêque à demi-corps » et le dernier bras-reliquaire sont translatés à Saint-Germain-sur-Bresles afin de fêter la restauration de son église. Lors de cette dernière translation, M. le doyen de Ribemont prit une portion de ces reliques pour l'offrir à l'église de Flamanville, lieu du premier débarquement du saint sur les terres gallo-romaines,. Tandis que le coffre de Ribemont est entreposé dans l’église Saint-Pierre-Saint-Paul.

## Les représentations artistiques de saint Germain

### Le tombeau et la crypte de Saint-Germain-sur-Bresles

#### Le tombeau

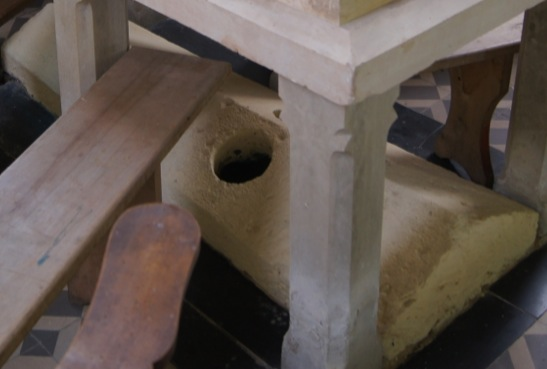
Sarcophage du saint en l'église de Saint-Germain-sur-Bresle

Le tombeau du saint est vide. Il se situe actuellement derrière l'autel. Il est composé deux éléments : le cercueil et son gisant.

##### Le cercueil
Selon dom Jean Laporte, les côtés du cercueil « de pierres appareillées sans mortier » pourraient remonter à l'ancien sépulcre de la fin du Ve siècle au début du VIe siècle. Le couvercle date du XIe siècle. La forme « en dos d'âne » le rattache très clairement à l'époque carolingienne,. André Rostand mesure le couvercle à 1,66 m contre 1,65 m pour dom Jean Laporte. À la tête, il mesure 62 centimètres et s'amincit au pied pour 43 centimètres,. Au-dessous du cercueil, la profondeur originelle est de 50 centimètres. La longueur intérieure de 1,50 m, fait dire à dom Jean Laporte que ce cercueil n'a jamais accueilli le corps en position allongée vu la taille des ossements conservés dans le coffre de Ribemont. Deux trous sont aménagés sur le couvercle du cercueil pour manipuler les reliques ou en vue d'y faire descendre des linges recueillant ainsi de la poussière sacrée.

##### Le gisant
Le tombeau se voit doter au XIIIe siècle d'une statue gisante « une des plus belles pièces de la province »,. Il mesure sur sa largeur 94 centimètres pour 1,72 m de longueur,. Chaque détail rapporte symboliquement un passage de la vie du saint. Il est représenté avec les attributs de l'évêque régionnaire. Il porte une mitre ainsi qu'une chasuble. Une crosse sur laquelle se referment ses deux mains. Sa pointe part de son pied droit tandis que sa volute repose sur son épaule gauche. Ses nombreux voyages maritimes sont représentés par de petits poissons brodés deux par deux en bas de sa mitre. De part et d'autre de la tête du saint, deux anges manient un encensoir. Ils accompagnent, purifient et permettent que les prières adressées à saint Germain montent à Dieu. La bête du trou Baligan est représentée sous la forme d'un dragon ailé. Le saint maîtrise la bête à ses pieds qui lui lance un regard gueule ouverte.

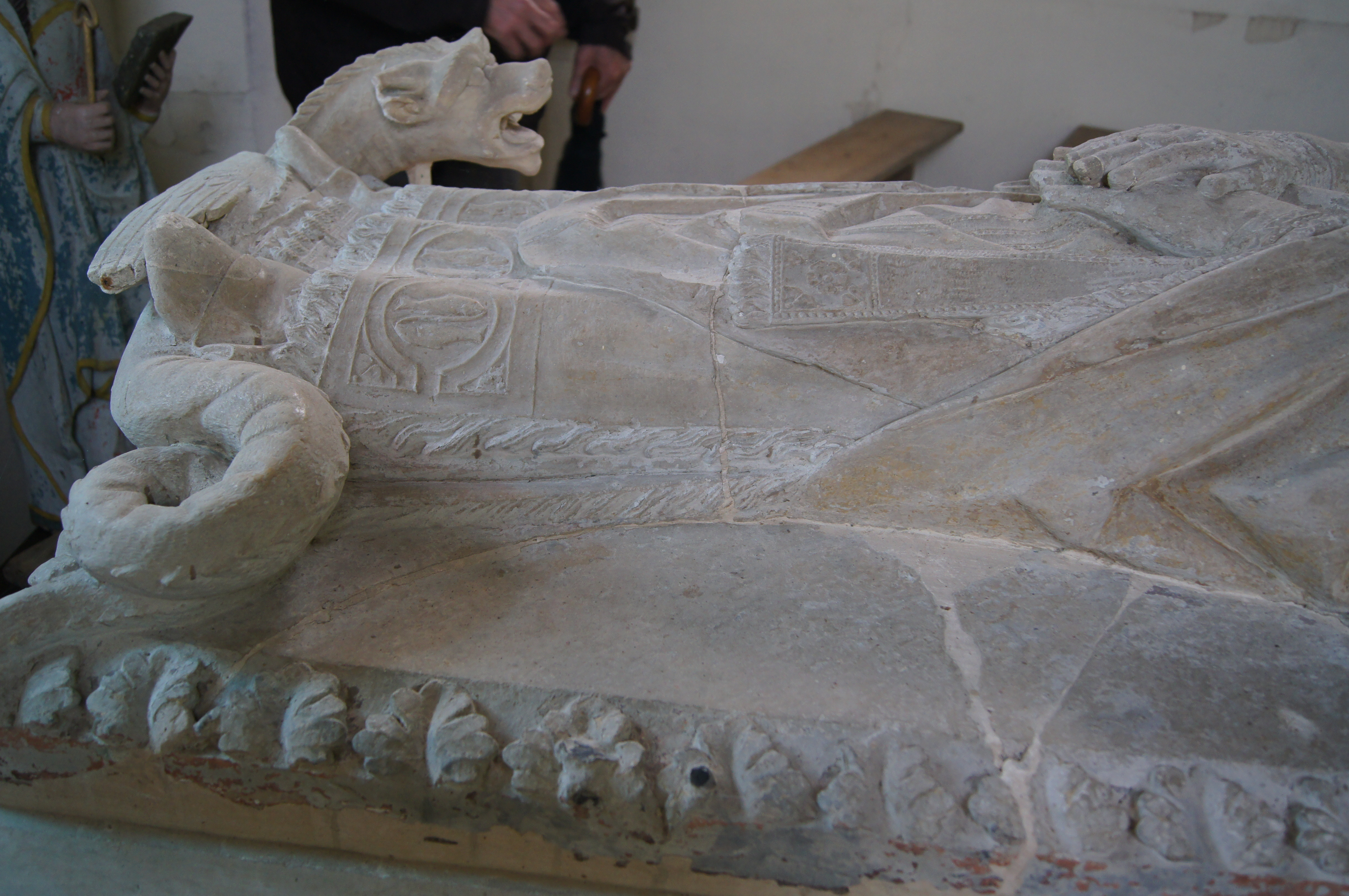
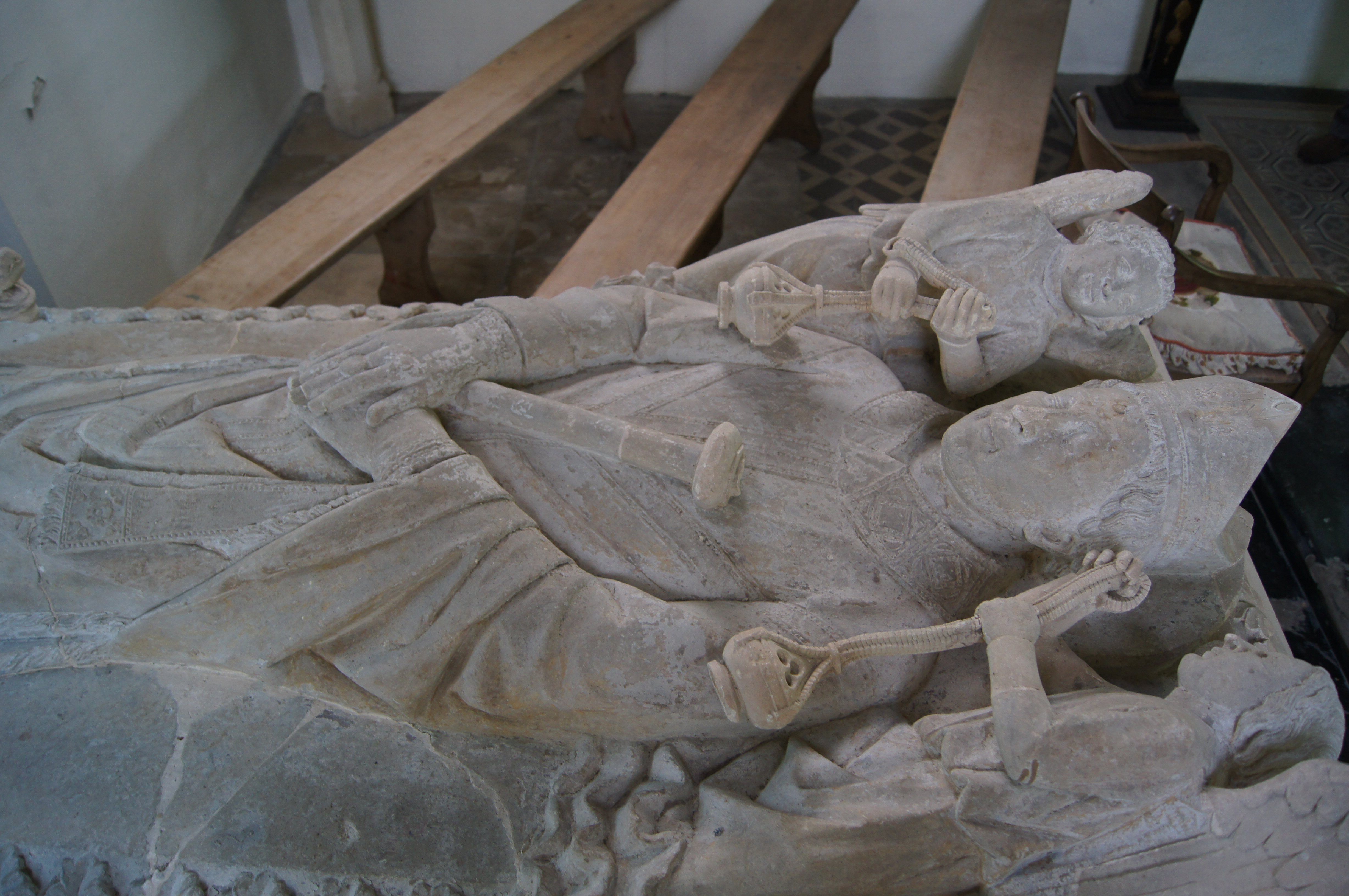
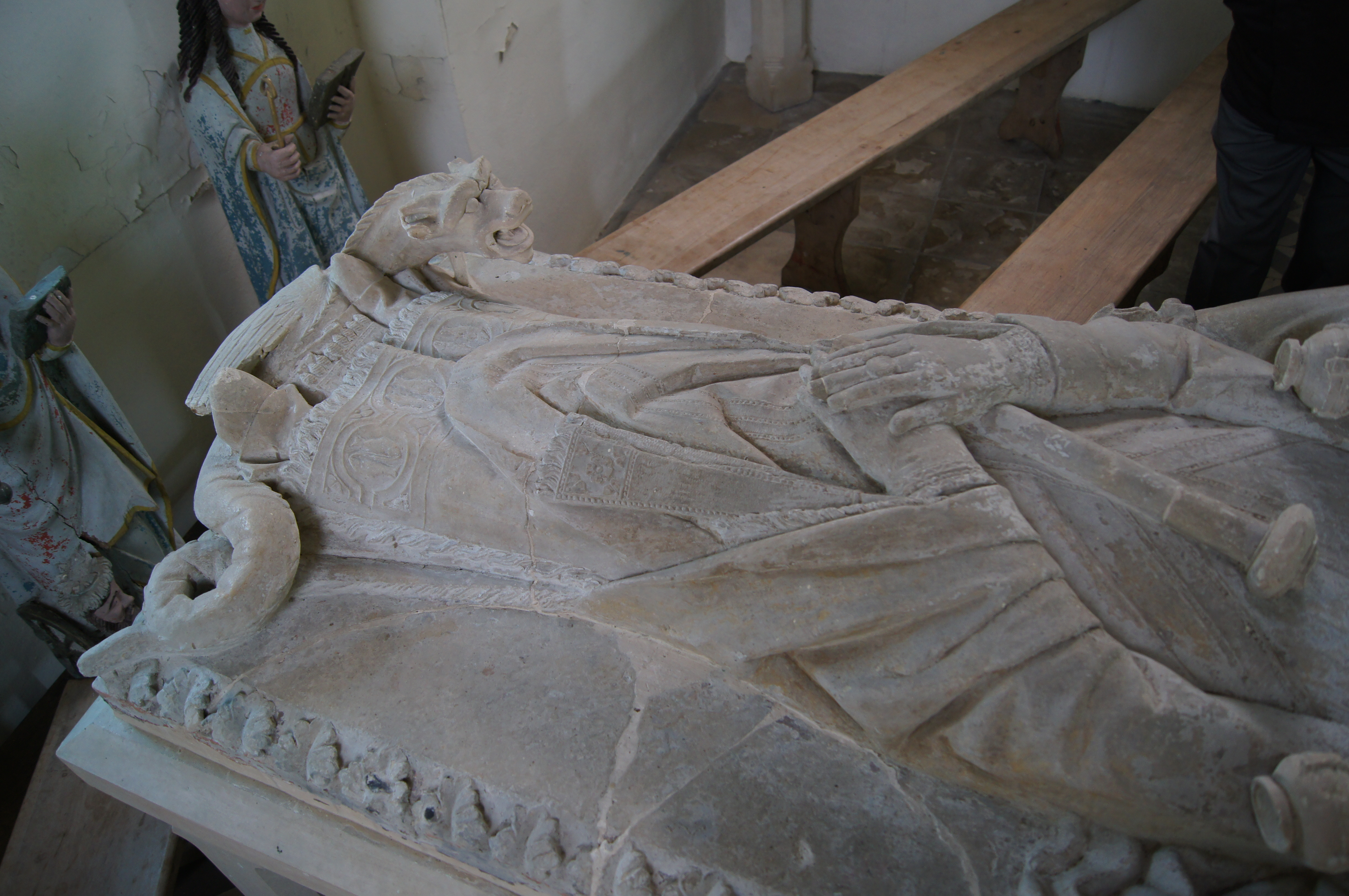

#### La crypte des Bollandistes

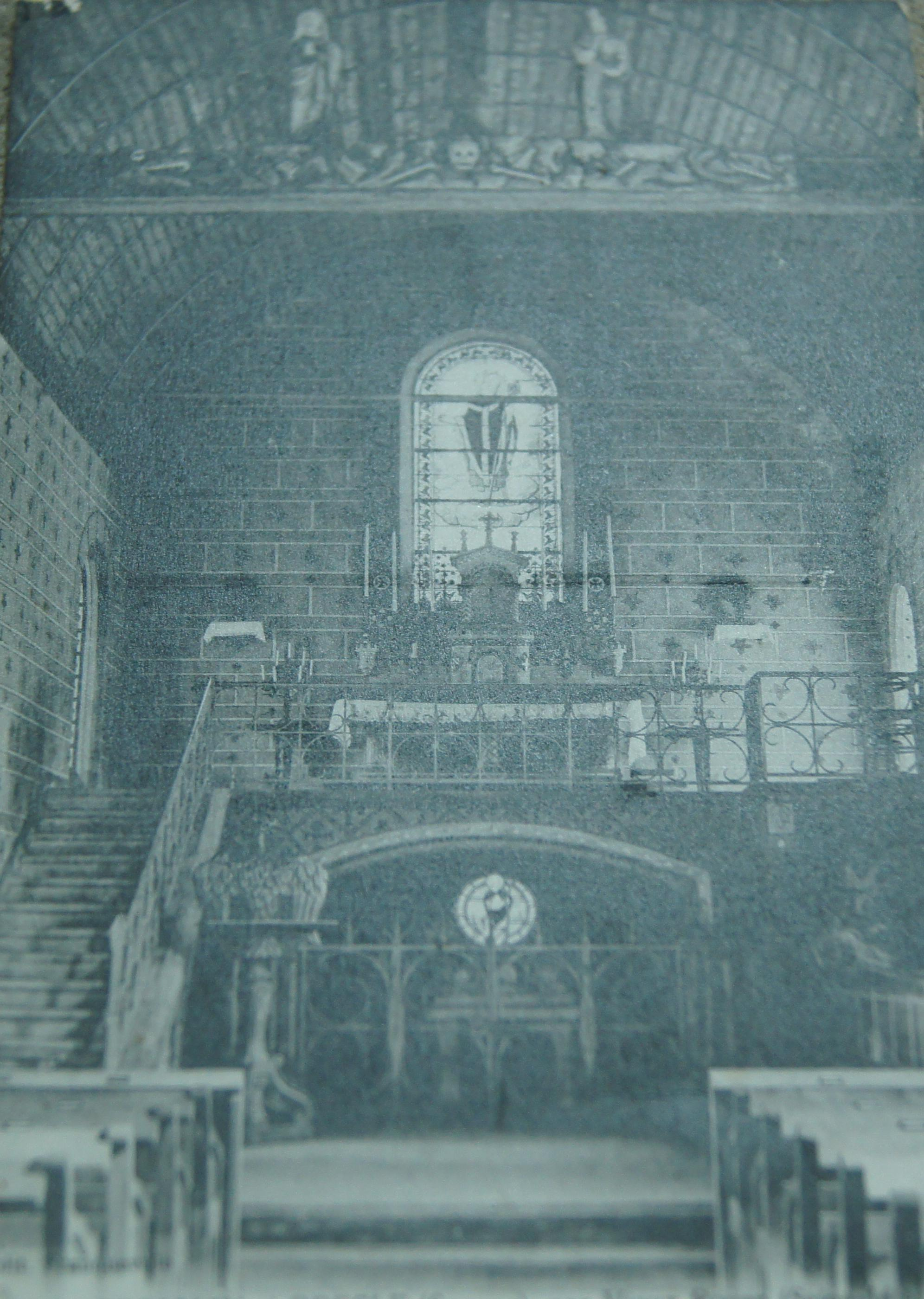
Crypte de Saint-Germain-le-Scot

Le cercueil et le gisant du saint étaient entreposés dans une crypte. Les Bollandistes en font une brève description la Vita. Elle fut détruite au XVIIIe siècle. Le gisant et le tombeau exposés aux visiteurs subirent plusieurs mutilations. L’abbé Corblet énumère les parties mutilées qui ont été restaurées:
- La crosse de l’évêque,
- Une partie de sa mitre et de son nimbe,
- La tête et les ailes du dragon,
- Les parties supérieures des deux anges encensant le saint.

Lors de la restauration de 1870, il fut décidé selon les vœux de l’abbé Cochet la construction « d’un autel formant une crypte préservant le gisant de toute mutilation à venir » rappelant la description faites par les Bollandistes. La nouvelle crypte était surmontée d’un autel de pierre dont l’accès se faisait par un escalier de quinze marches. Autour du gisant, la crypte et l’autel rappellent par plusieurs symboles la victoire du « christianisme civilisateur » sur la « tyrannie païenne »:
- Le retable et le tabernacle sont en forme de forteresse en mémoire du château du tyran Hubault,
- Quatre armoiries du pouvoir temporel ayant appuyé le message de Saint-Germain-le-Scot. Parmi elles on pouvait distinguer les armes de l’abbaye de Saint-Fuscien, possédant autrefois les terres de Saint-Germain-sur-Bresles,
- Deux armoiries du pouvoir spirituel avec le pape Pie IX et monseigneur Boudinet évêque d’Amiens.

La partie supérieure de la crypte était délimitée par un garde-corps constitué d’une multitude de croix enroulées. Ce garde-corps continuait le long de l’escalier. L’entrée de la crypte était quant à elle fermée par une élégante grille qui n’était ouverte aux fidèles que lors des visites et des pèlerinages. Cet édifice ne put être réhabilité lors de la restauration de l’église en 1958. Le gisant repose depuis en position sud-nord. Sa position d’origine selon la vita était ouest-est, les pieds vers l’orient.

### Un gisant normand
L'église Saint-Germain-le-Scot à Barneville-Carteret a doté son chœur d'un autel en l'honneur de son saint patron. Cet autel date de l'édification de l'église qui a été consacrée en 1908. À la base de l'autel, une niche accueille un gisant à l'effigie de saint Germain. Le saint porte la mitre et une nimbe. Sa tête repose sur la rouelle qui lui permit d'accoster sur les plages du Cotentin. À ses pieds, le démon est représenté sous la forme d'un dragon aptère. Il dévisage les fidèles de la nef tandis que le saint le maîtrise à l'aide de son étole enroulée autour de son cou.

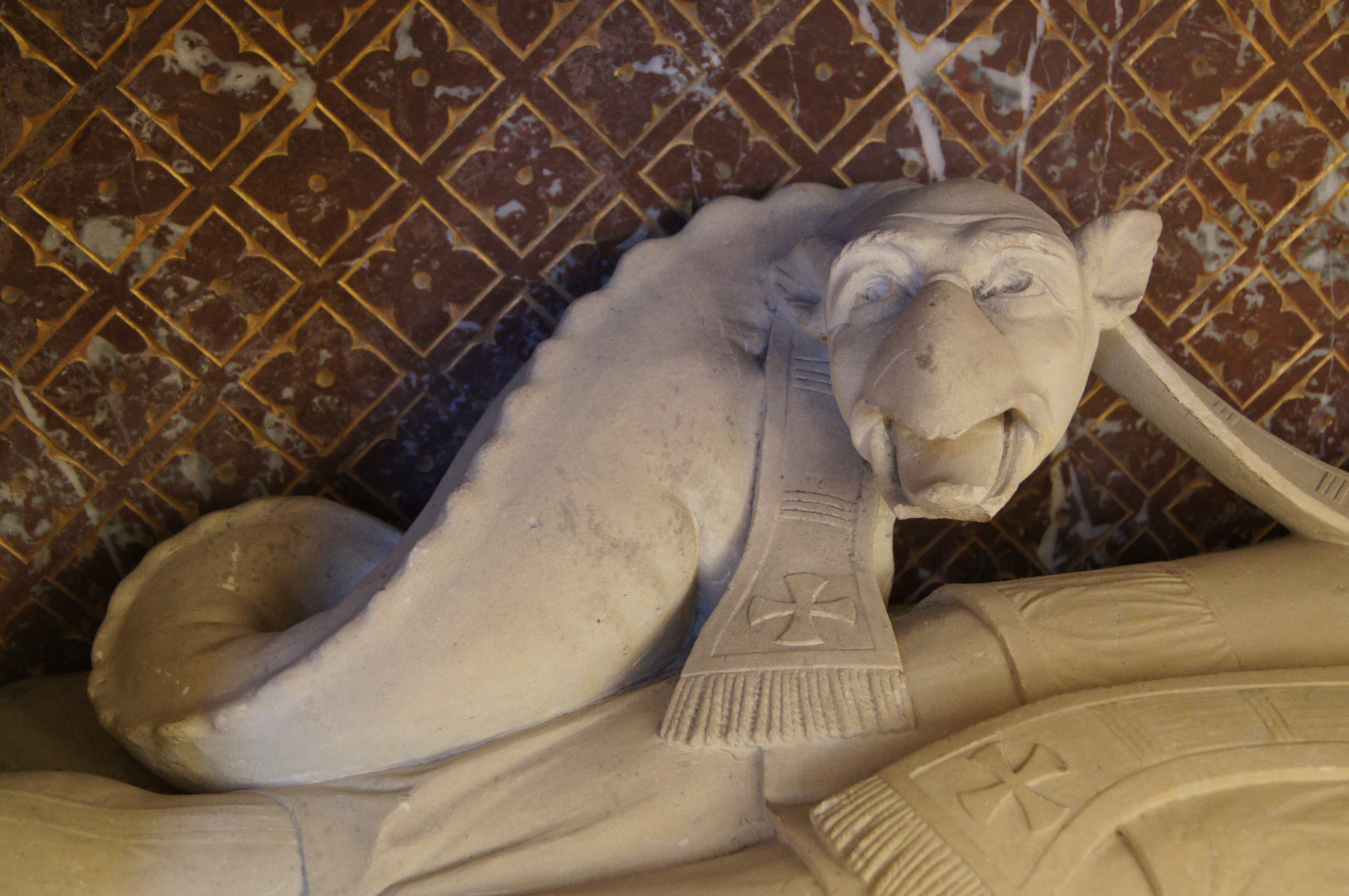
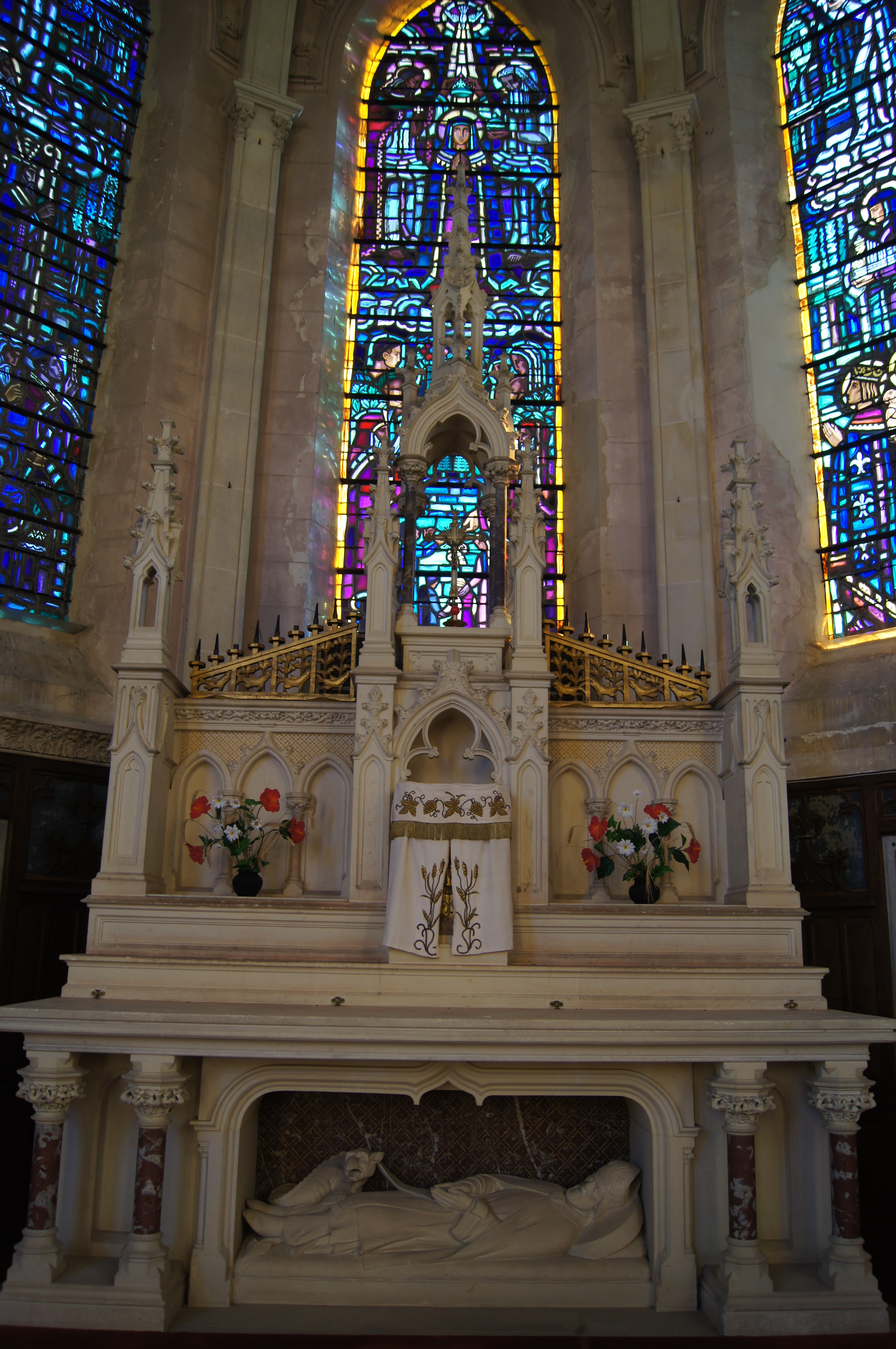
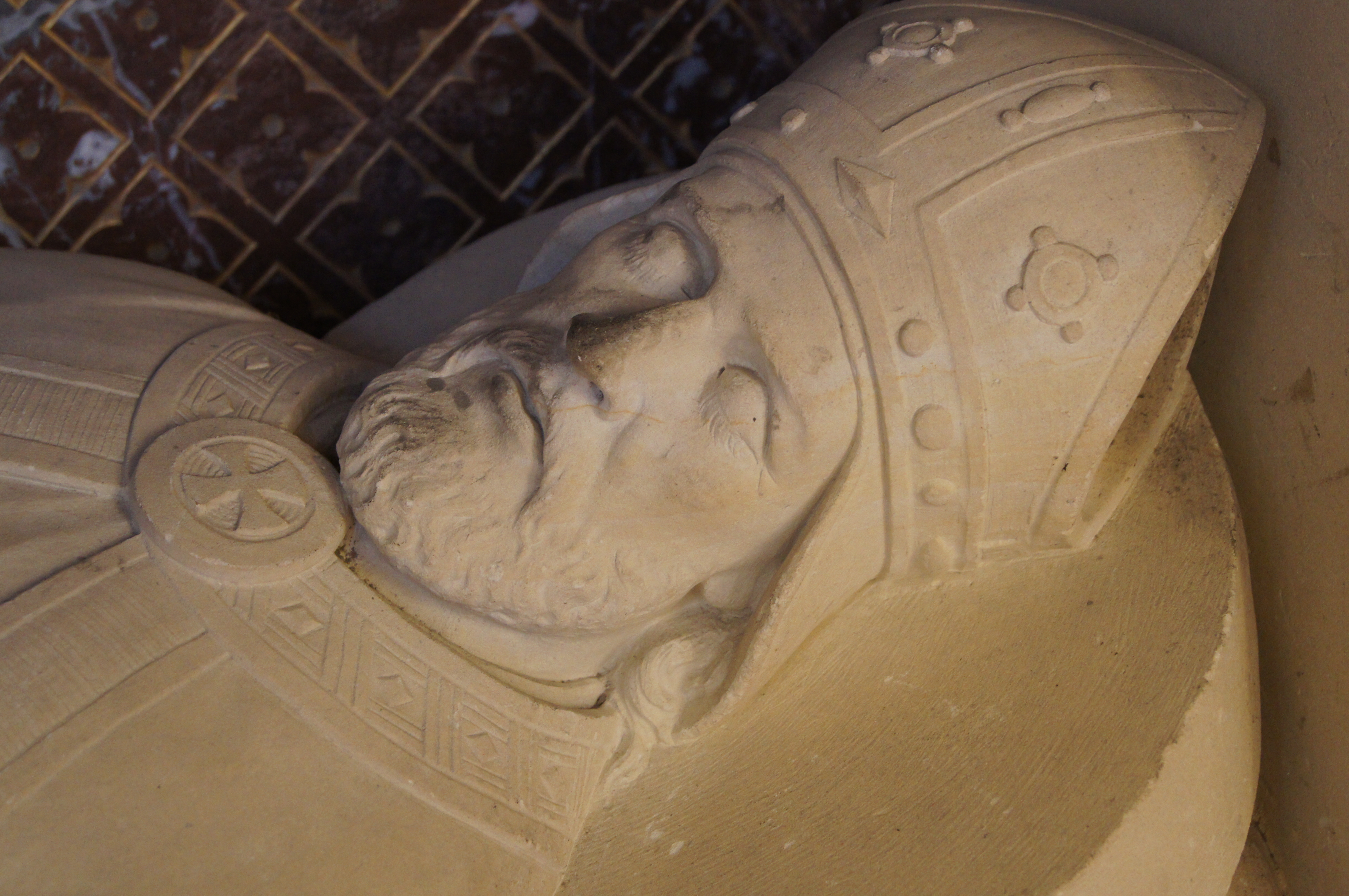

## Les reliques

### Les reliques de l’église Saint-Germain l'Écossais d’Amiens

#### La châsse ostentatoire de Jean Cauchie

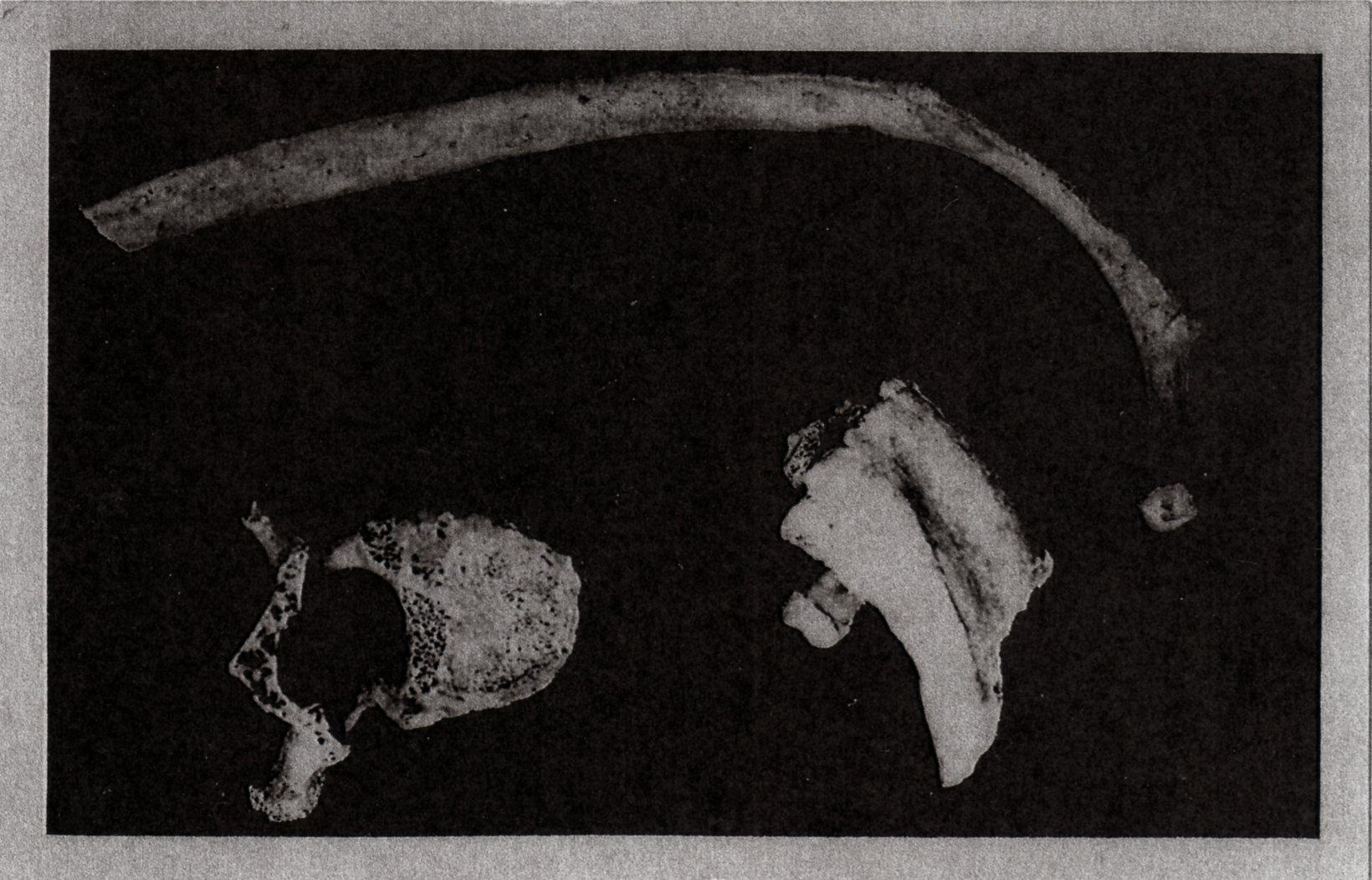
Reliques de saint Germain en 1937, Église Saint-Germain l'Écossais.

Après avoir obtenu le transfert d’une partie des reliques de Ribemont, le curé de Saint-Germain d’Amiens Jean Cauchie commande à un orfèvre une châsse pesant 85 marcs d’argent figurant en dix compartiments l’histoire de saint Germain. Sur l’un de ces tableaux figure le saint sur un vaisseau agité par la mer avec la devise :
« Vincit serpentem et matri dat coede peremptum. Gesta offert divo pastor et ossa simul. ».
Cette châsse était également décorée d’un grand nombre de joyaux. À l’intérieur de la chasse, aux côtés des ossements, étaient disposés des objets en or:
- Un petit Saint-Esprit orné d’un diamant,
- Vingt-trois bagues,
- Neuf croix,
- Une sainte Larme,

L’inventaire mentionne également des objets en argent
- Huit Saint-Esprit,
- Vingt-quatre chefs de saint Jean-Baptiste,
- Sept reliquaires,
- Deux couronnes,

Une multitude de petits objets moins précieux parmi lesquels on peut compter : des médailles de saint Germain, des croix, des anneaux, des alliances…
Les manuscrits du marchand d'Amiens Pagès en font une description un peu plus précise. Les panneaux sont séparés par des pilastres corinthiens. Les détails délicats représentent dans les moindres détails les habits pontificaux du saint. Chacun des tableaux de la vie du saint est commenté par des vers latins hexamètres ciselés sur des cartouches. La châsse se trouve à l’endroit le plus élevé de l’autel reléguant le corps de Jésus-Christ dans le tabernacle. Au-dessus de la chasse, on ne trouve pas de croix en suspension comme dans la cathédrale. Dans cette église, la relique de saint Germain occupe la place principale. Autour de cet autel et à l’intérieur du chœur sont attachées plusieurs pièces de tapisserie figurant les principales actions de la vie du saint.

#### Le dernier inventaire du reliquaire 1937-1938

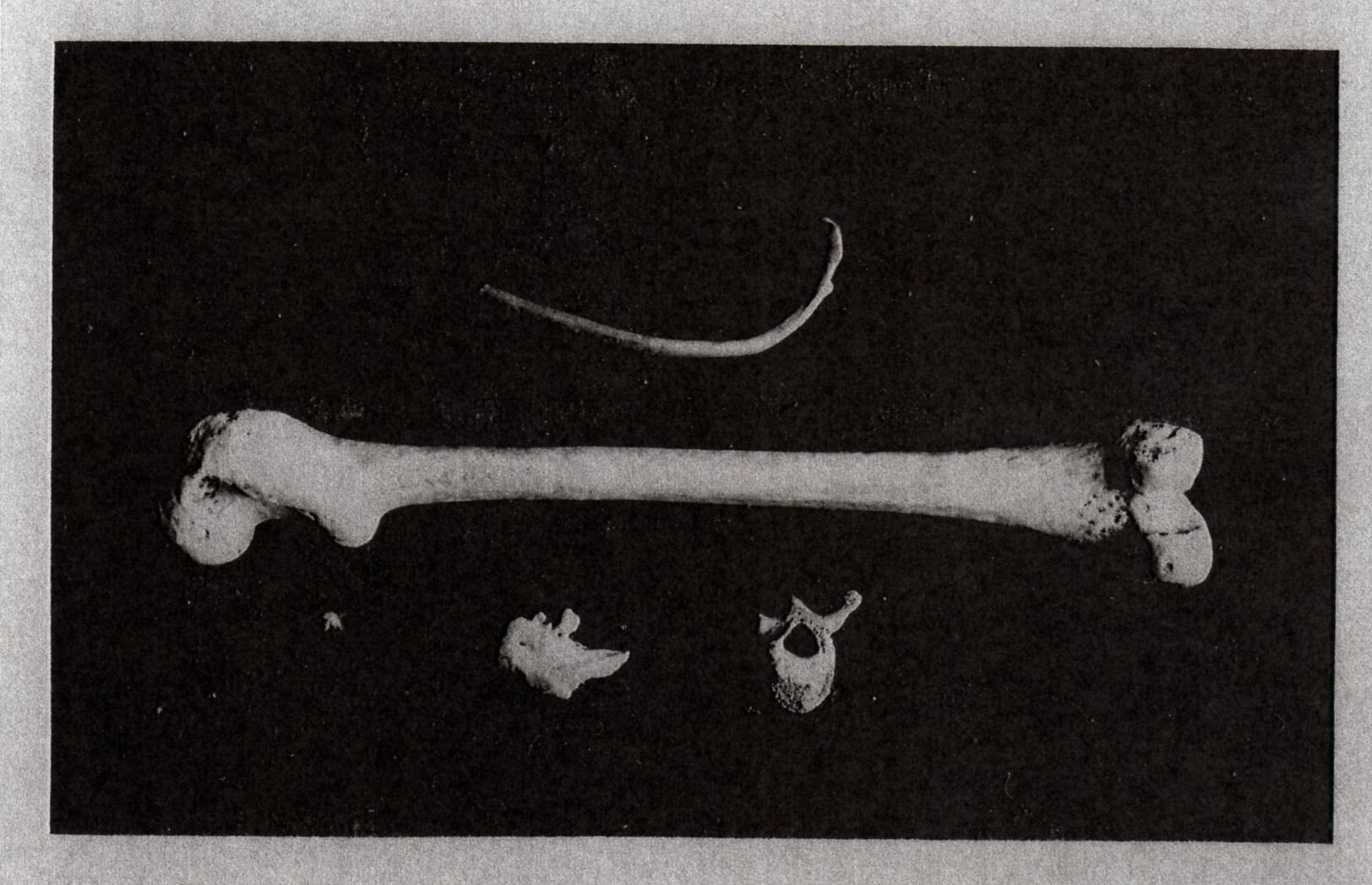
Reliques de saint Germain en 1937, église Saint-Germain l'Écossais

Étaient présents lors de l’ouverture du reliquaire Monseigneur Octave Dermarcy, un archiviste, un médecin, des laïcs et des clercs, le 12 mai 1937. Le reliquaire est une boîte en chêne fermée à l’aide d’un ruban de soie rouge maintenu en son milieu par 5 cachets. Il mesure 65 centimètres de longueur, 18 centimètres de largeur ainsi que de hauteur.
Huit documents s’y trouvent et sont remis à l’archiviste:
- Procès-verbal du 25 septembre 1659 établi lors de la donation des reliques de saint Germain l’Écossais au frères Jean Cauchie alors curé de Saint-Germain d’Amiens,
- Procès-verbal du 1er avril 1650 et du 14 octobre 1659 lors du transfert des reliques à Ribemont puis à la Fère lors de la guerre contre les Espagnols,
- Procès-verbal du 3 avril 1660 établi lors du retour des reliques à Saint-Germain d’Amiens,
- Procès-verbal du 7 janvier 1673 établi lors du placement la chasse dans l’église,
- Procès-verbal du 30 octobre 1796 établi après la Révolution constatant la remise des reliques au curé de Saint-Germain ainsi que la perte de la chasse en argent et de l’argenterie qui s’y trouvait, victime de la révolution française,
- Procès-verbal du 30 avril 1801 acte reconnaissant les reliques,
- Procès-verbal du 30 avril 1883 acte reconnaissant les reliques.

Le dernier procès-verbal reconnait l’ouverture du reliquaire le 12 mai 1937 et sa fermeture canonique le 5 mai 1938. Il y fut retiré cinq centimètres de la côte entreposée dans un petit reliquaire de plomb. Ce reliquaire fut scellé dans le nouveau maître autel de l’église de Saint-Germain d’Amiens lors de sa consécration le 17 octobre 1937.

#### L’inventaire des ossements
Le reliquaire était garni de coton. Les ossements étaient enveloppés dans un sachet de soie blanche lui-même enveloppé dans une sachet de soie rouge. Le docteur Routier en fait l’inventaire suivant:
- Un fémur droit avec une légère déformation de la tête indiquant que le saint était atteint d’une légère boiterie
- Une vertèbre dorsale,
- Une côte gauche déjà sectionnée,
- Un fragment du maxillaire inférieur avec une molaire intacte.

### Les reliques de Saint-Germain-sur-Bresle
Deux reliquaires de bois sont posés sur l’autel tournant le dos au gisant de saint Germain. L’un représente sa tête, il s’agit d’un chez d’évêque à demi-corps. L’autre représente son bras, il s’agit d’un bras-reliquaire. Ils sont pourvus de console de bois doré refermant en leur sein les ossements du saint : un morceau de son humérus, une côte du saint et une fraction de son crâne. Dom Jean Laporte les date tous deux de la fin du XVIIe siècle.

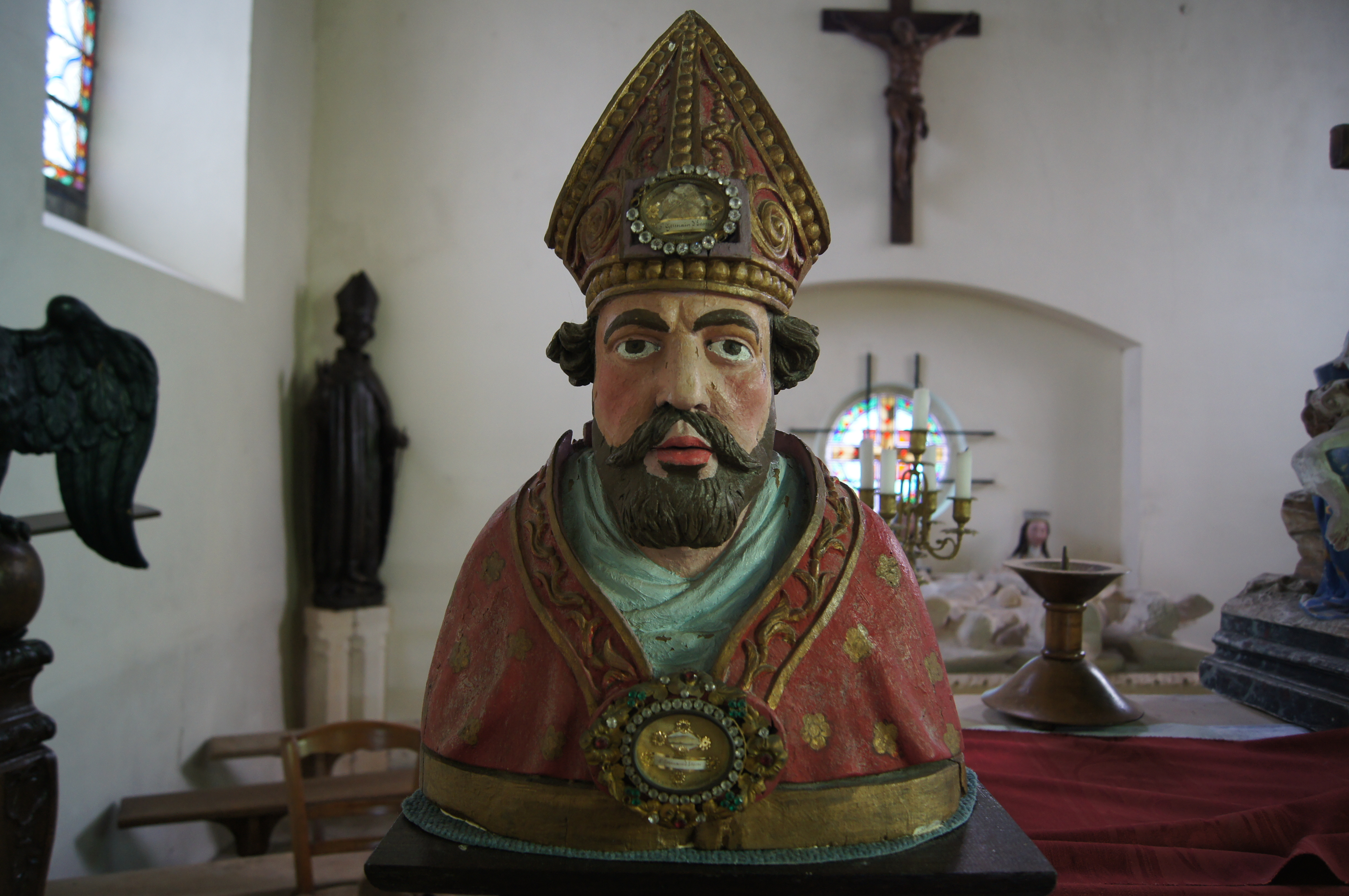
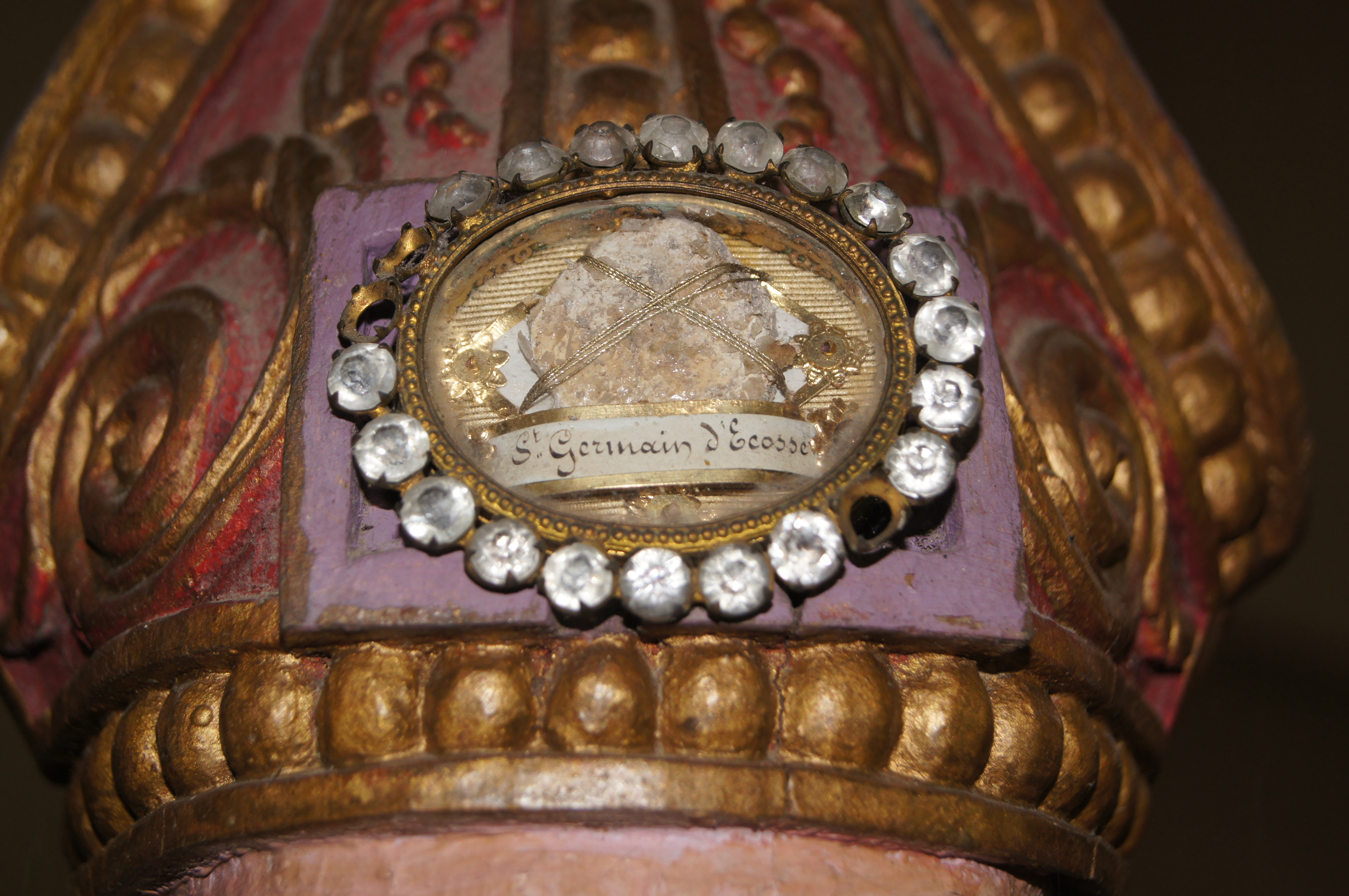
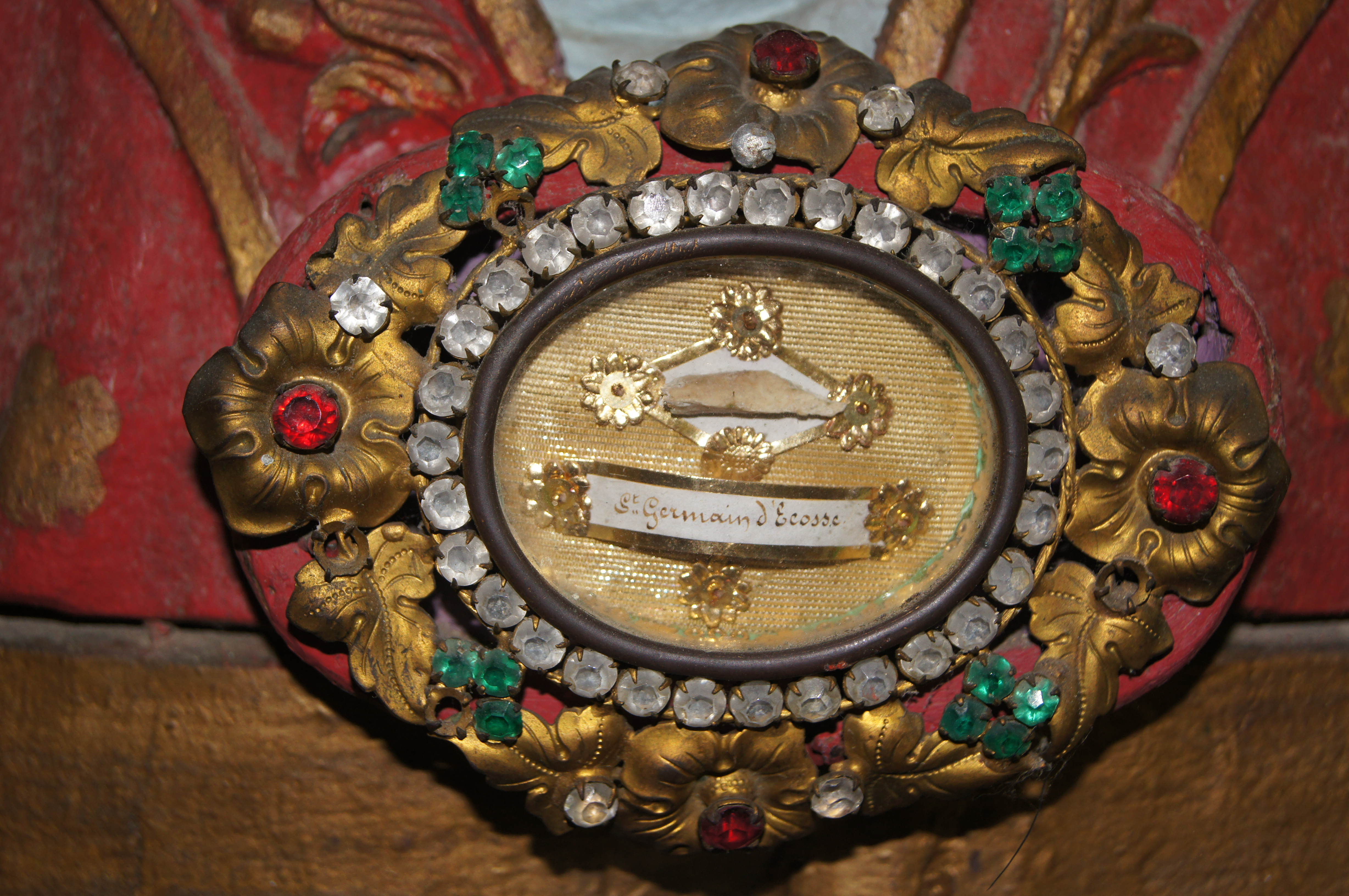
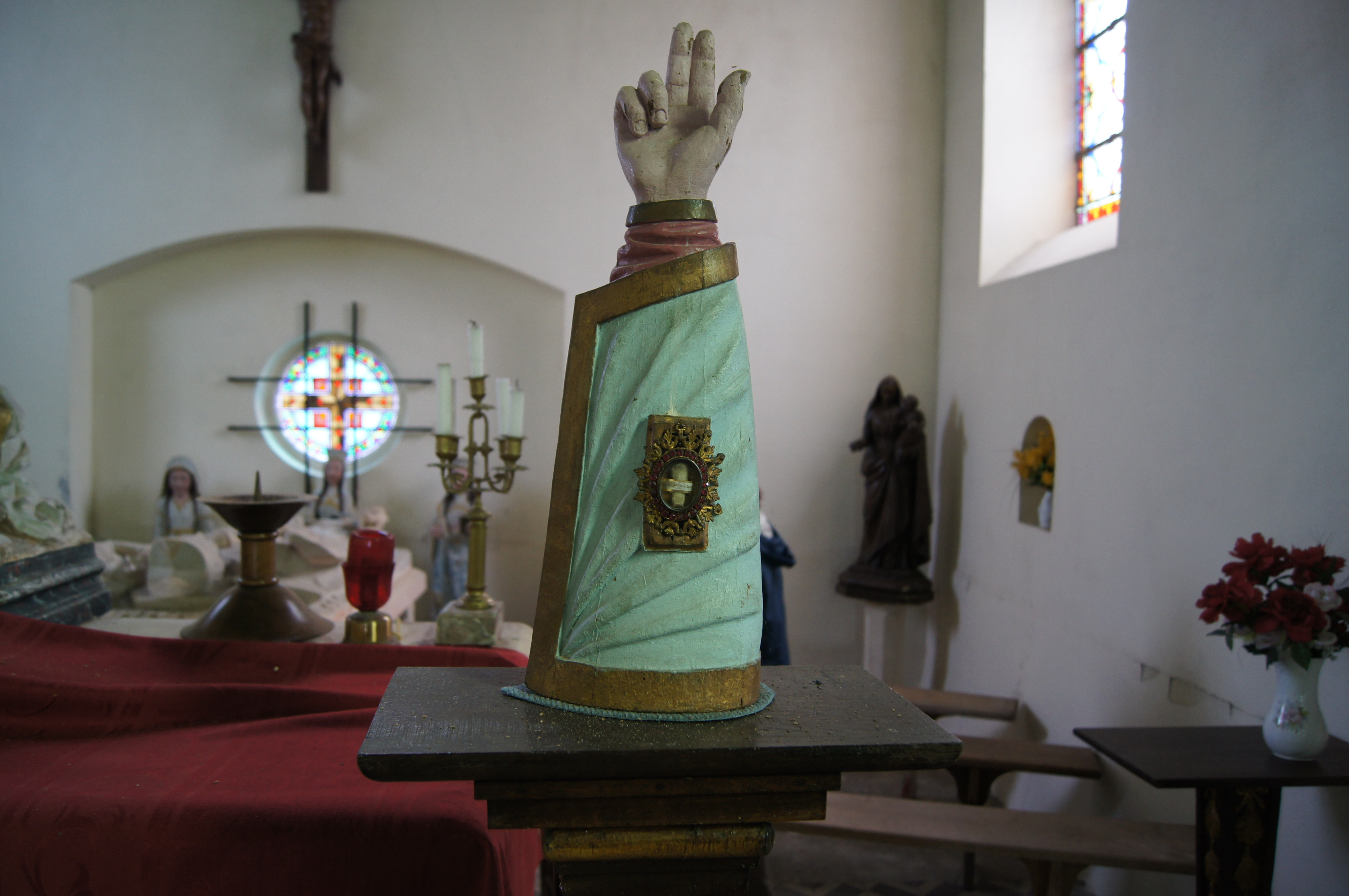
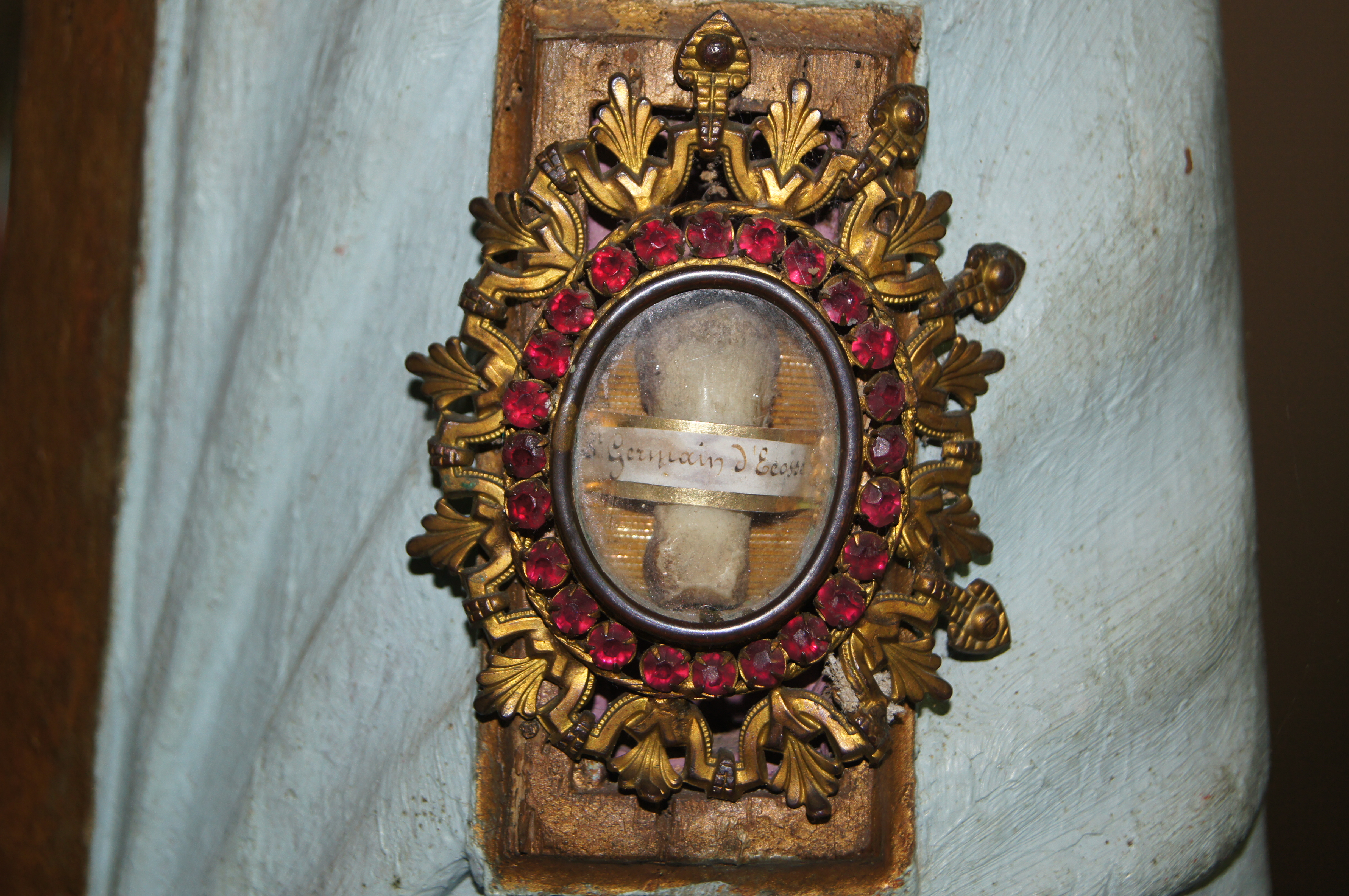

### Les reliques de Ribemont
Saint Germain l'Écossais devint saint patron de la ville. Par la suite, une confrérie fut créée en son honneur. Tous les ans avait lieu la « Grande Procession de saint Germain ». Au XXe siècle, on célébrait encore son culte lors de « la Neuvaine de Saint Germain ». Durant une semaine entière la chapelle devenait le cœur des festivités. Une procession des reliques était alors organisée. Il ne subsiste aujourd’hui que la fête Saint-Germain qui a lieu le premier dimanche de mai sur la place face à la chapelle.

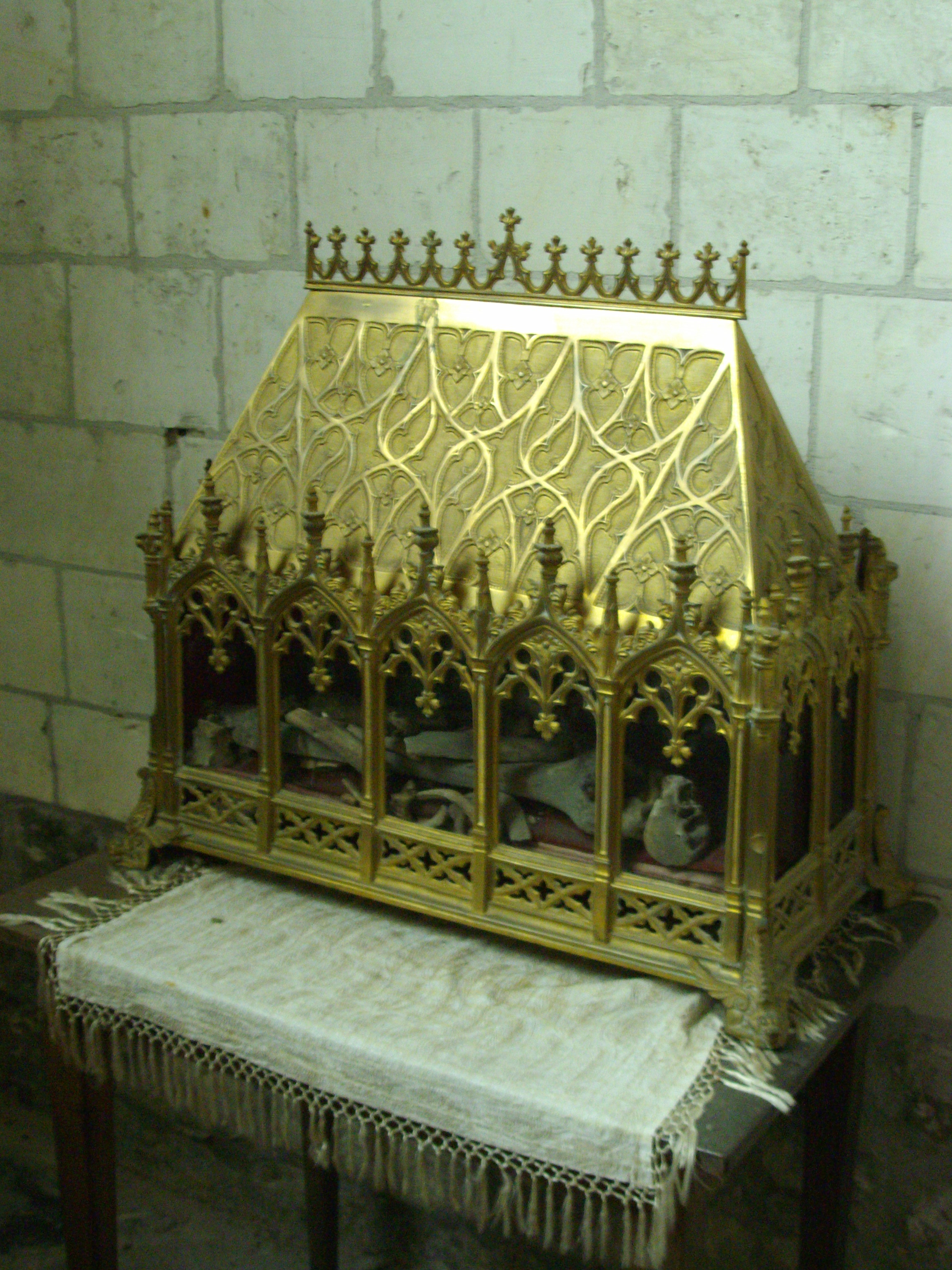
reliquaire de saint Germain, église Saint-Pierre-Saint-Paul de Ribemont (Aisne)

### La relique de Flamanville
La relique de Flamanville est enfermée dans un double reliquaire. Un premier reliquaire de forme octogonale expose dans une console deux petits ossements du saint. La décoration assez sobre est composée de quatre boutons en ambre ainsi qu'une représentation du saint tenant sa crosse d'évêque. Ce premier reliquaire est lui-même enfermé dans une chasse dorée représentant une cathédrale. Sur chaque arête est représenté un ange ailes déployées, en position de prière.

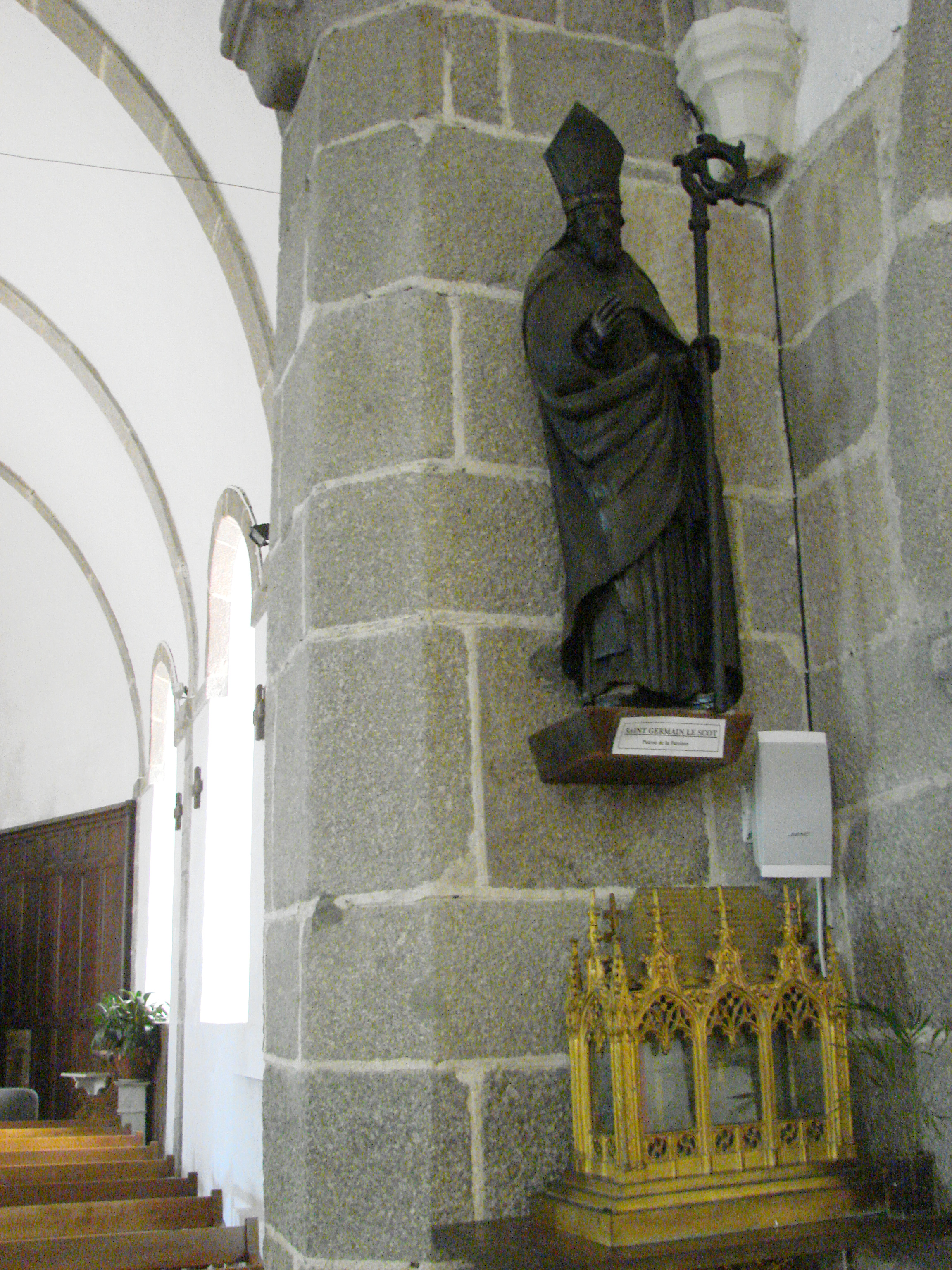
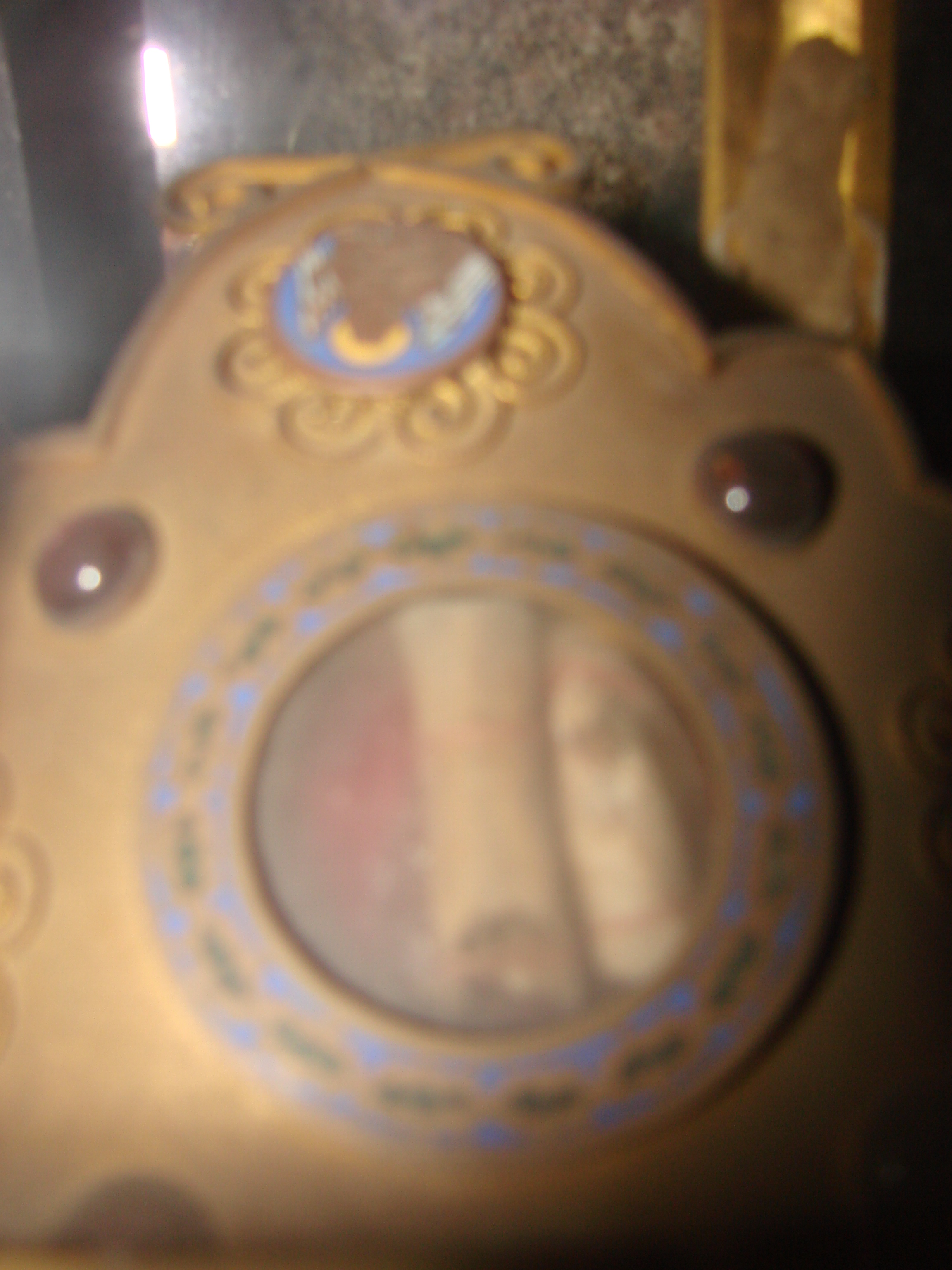
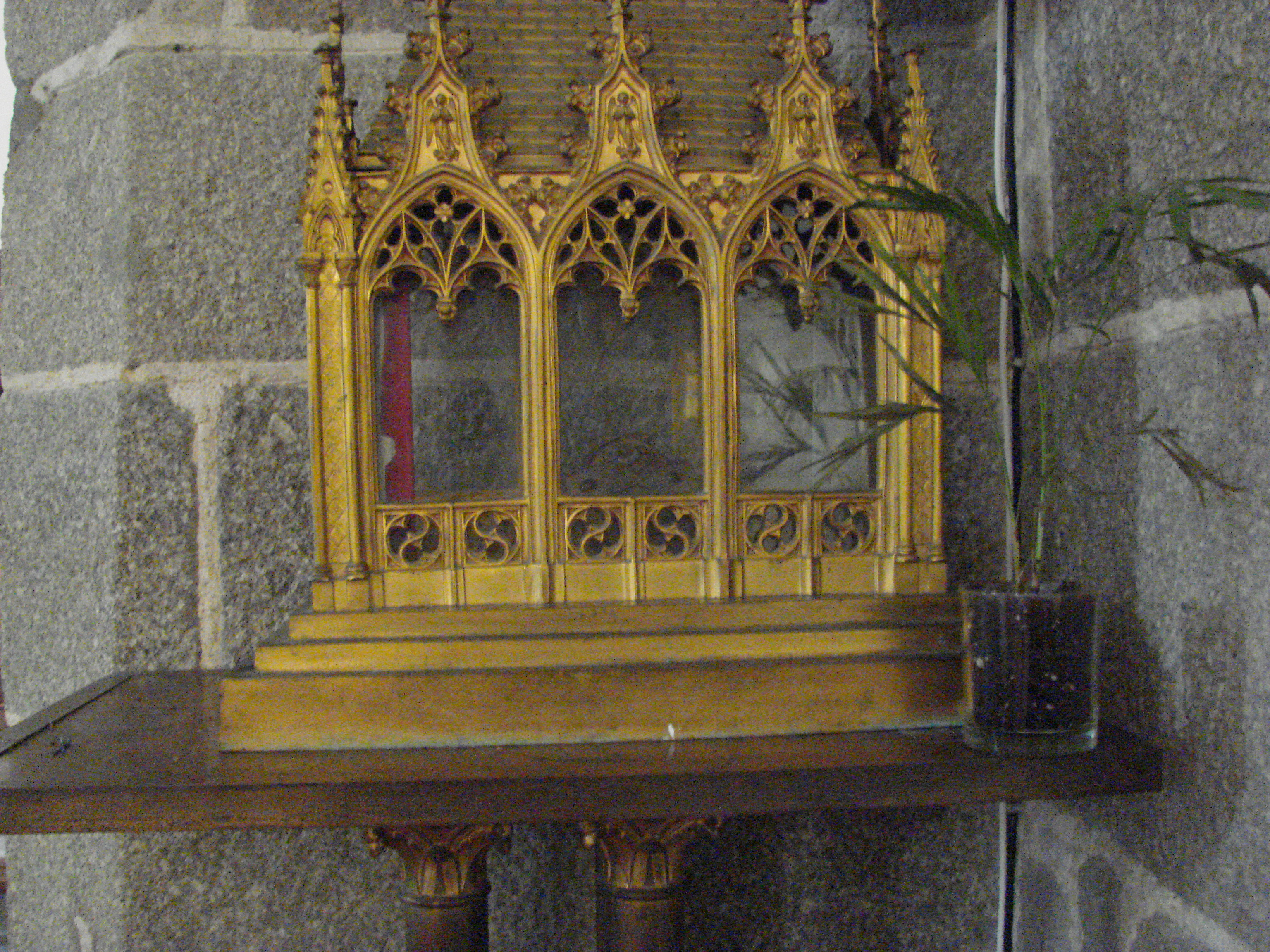

### La statuaire

#### En Normandie

##### L'église Saint-Germain de Saint-Germain-sur-Ay
Deux statues représentant saint Germain sont exposées dans l'église. La plus récente se trouve dans une des niches de part et d'autre du chœur. Elle date du XXe siècle et mesure 1,80 mètre. En plâtre, elle met en scène le saint sur un promontoire rocheux sur lequel il écrase la tête du serpent du havre de Saint-Germain-sur-Ay. La seconde statue est également en plâtre. Elle date de 1828. Elle fut livrée sous la commande du prêtre J. Hostingue-Desplanques à un menuisier de Sainteny nommé Le Clair. Cette statue est solidaire du maître autel et du retable. Elle se situe dans une fausse niche. Le saint y est représenté en habit d'évêque tenant sa crosse de la main gauche et bénissant de sa main droite. Une inscription aux pieds de la statue permet d'identifier le saint

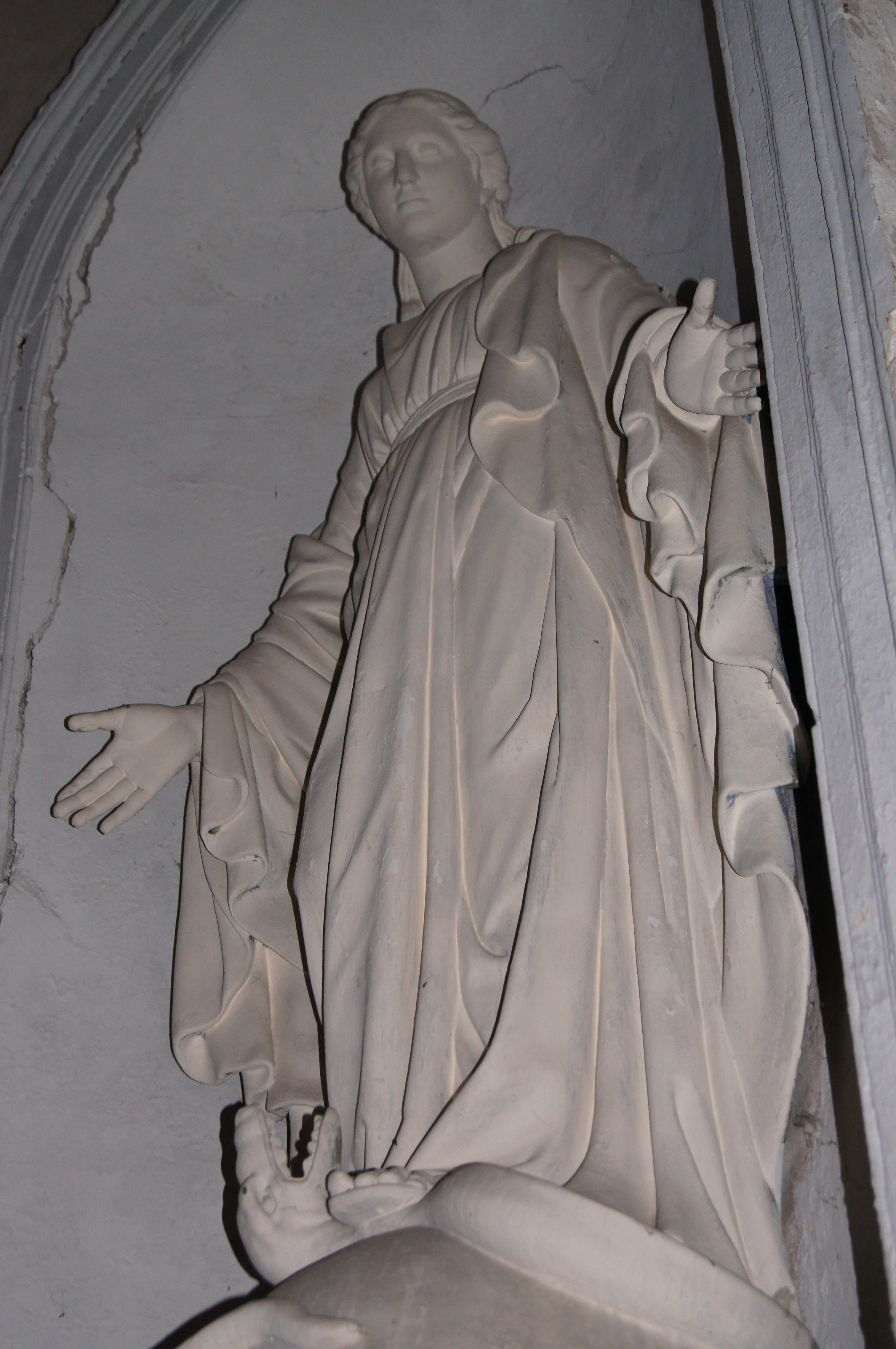
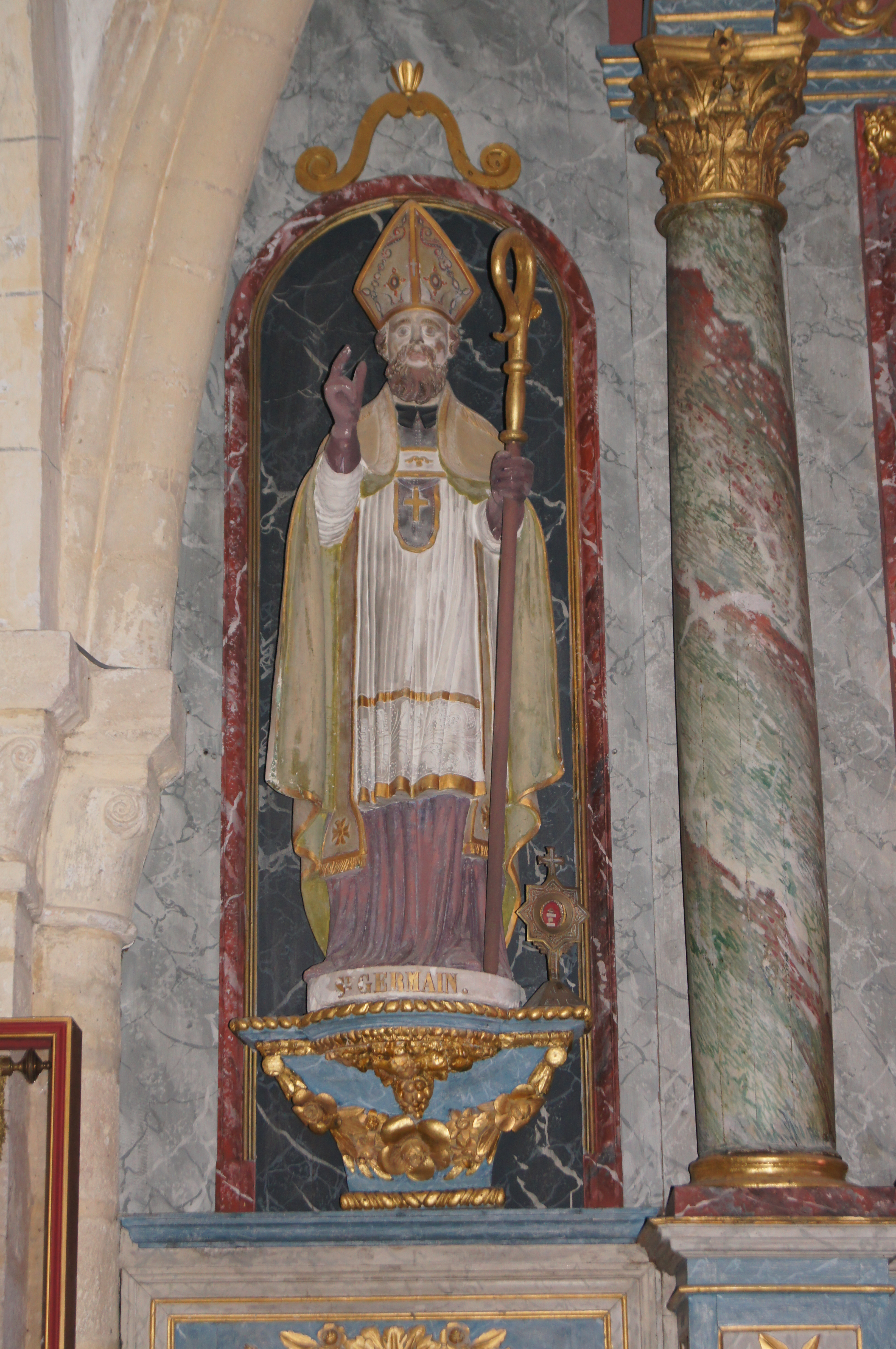

##### L'église Saint-Germain de Flamanville

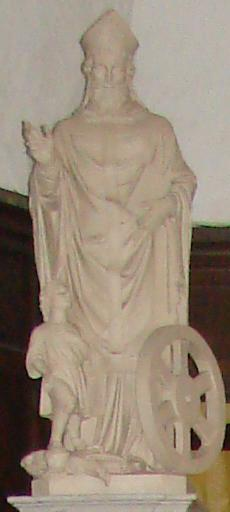
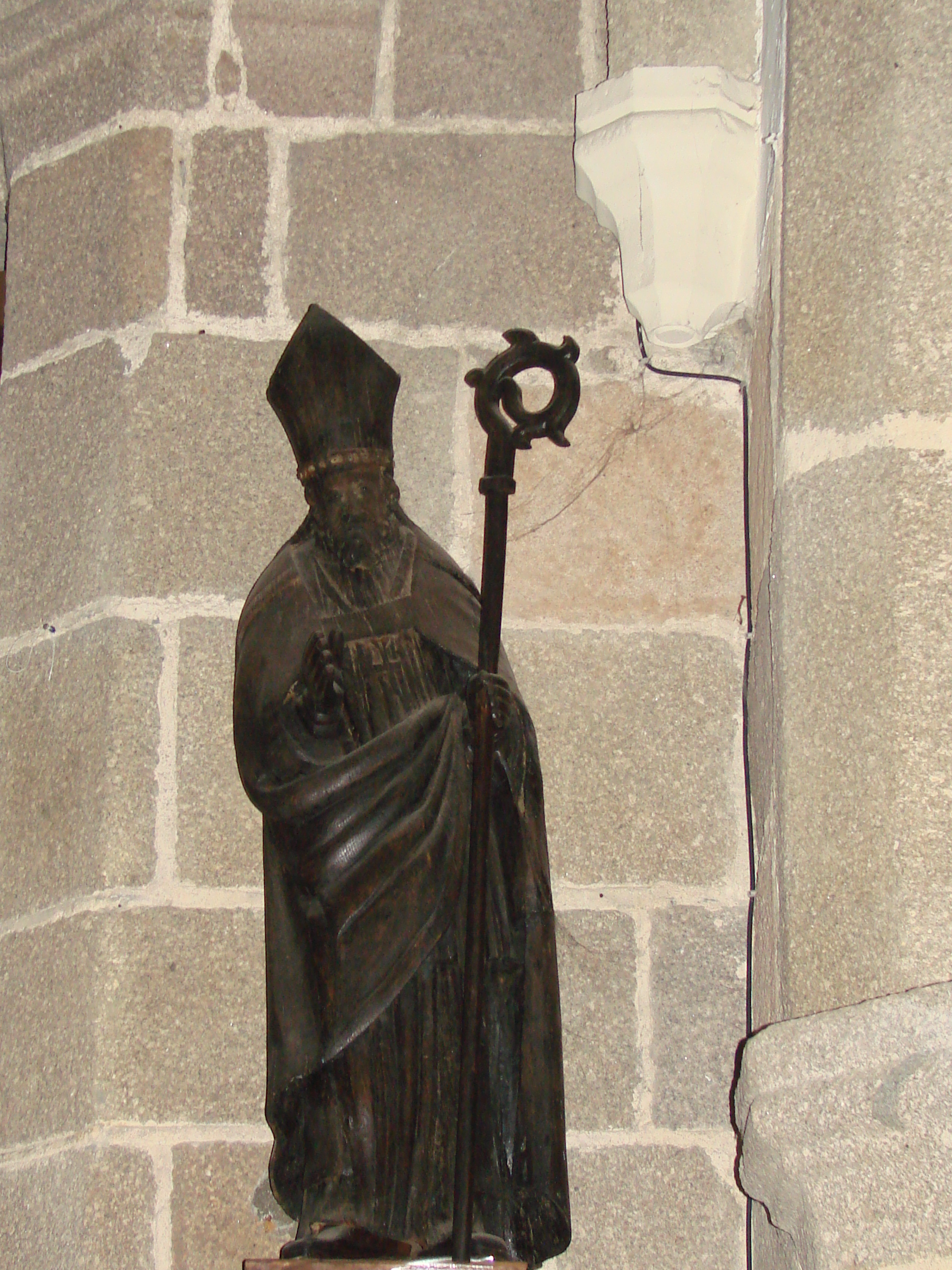
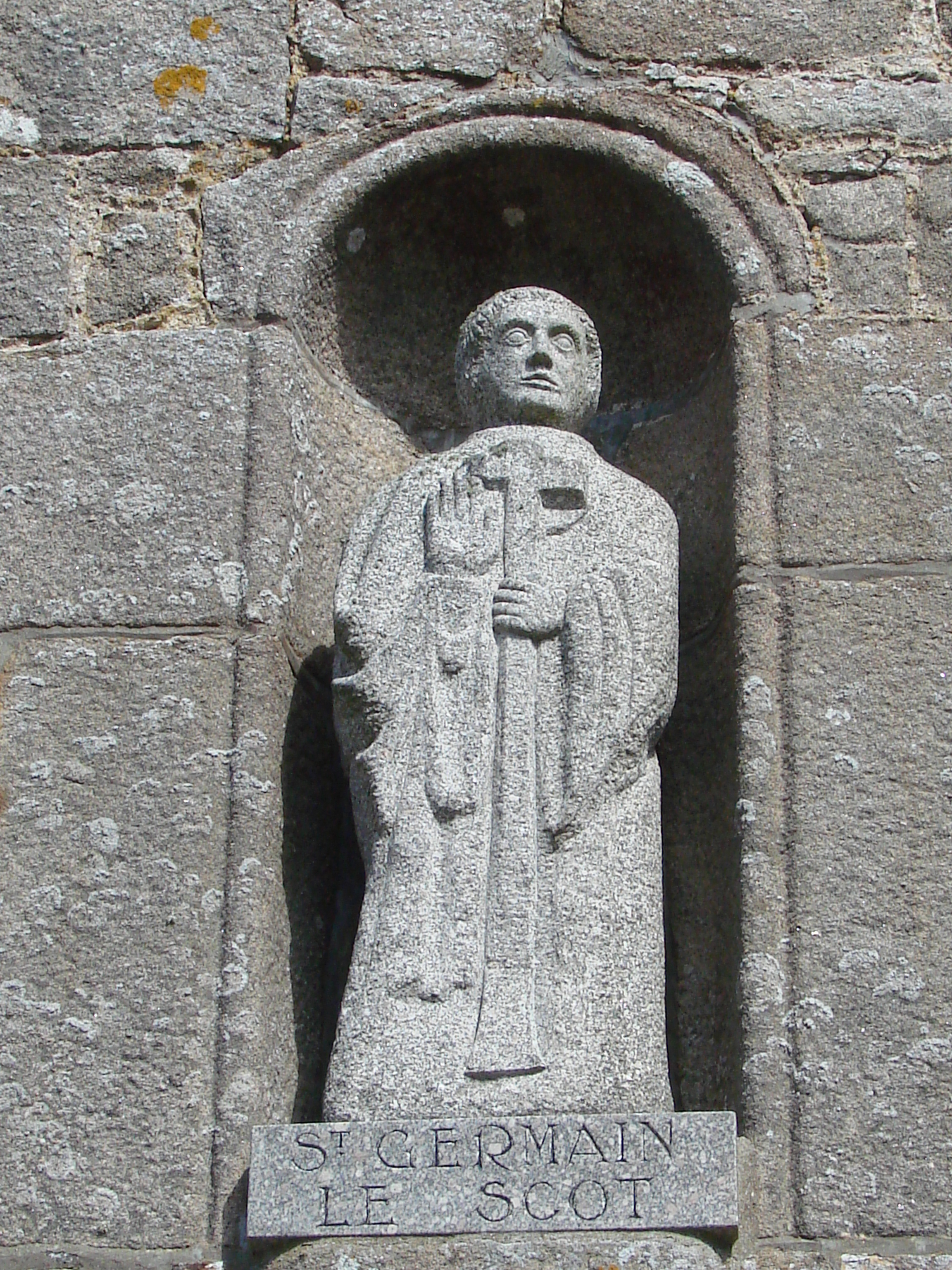

#### En Picardie

##### L'église Saint-Germain de Saint-Germain-sur-Bresle
Deux statues sont exposées dans cette église. La plus ancienne mesure 1,50 mètre de haut. Elle est en bois et représente un évêque revêtu d'une chape et d'une aube. Il porte un manipule. De la main gauche il tient une crosse, tandis que de la main droite il bénit. Cette statue du saint est datée du XVe siècle.
Plus précieuse, une petite statuette est disposée sur un autel à droite de la nef. Elle est également en bois et date du début du XVIe siècle. Le saint y est représenté revêtu d'une chape. Il retient le dragon prisonnier sous son étole.

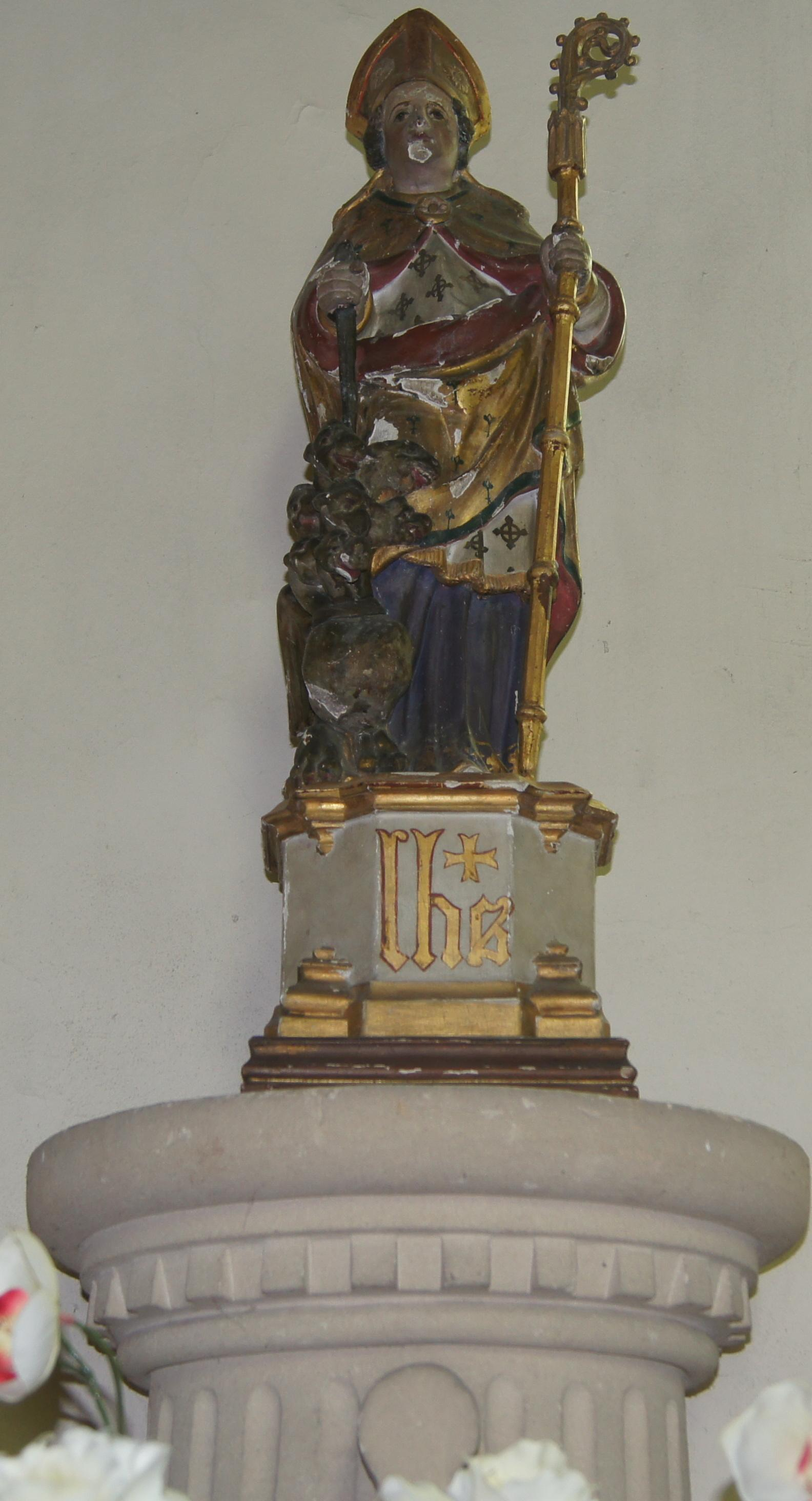

##### L'église Saint-Germain-l'Écossais à Amiens
L’église comptait avant la Révolution plusieurs statues représentant saint Germain. La pièce principale est décrite dans les manuscrits du marchand Pagès,. Sur le côté gauche du chœur face à une autre statue représentant la mise au tombeau du christ, saint Germain est représenté assis dans une chaire habillé de ses habits pontificaux. Il porte la mitre et tient à sa main droite sa crosse. À sa gauche est représentée la bête à sept têtes avec deux grosses pattes. Chacune des têtes représente des animaux de différentes espèces. Elles représentent selon l’Apocalypse, les sept péchés capitaux : l’envie par le serpent, la paresse par le colimaçon, la colère par le chameau, l’avarice par la hyène, la gourmandise par l’autruche, la luxure par une tête de femme et l’orgueil par une tête d’homme couronnée.

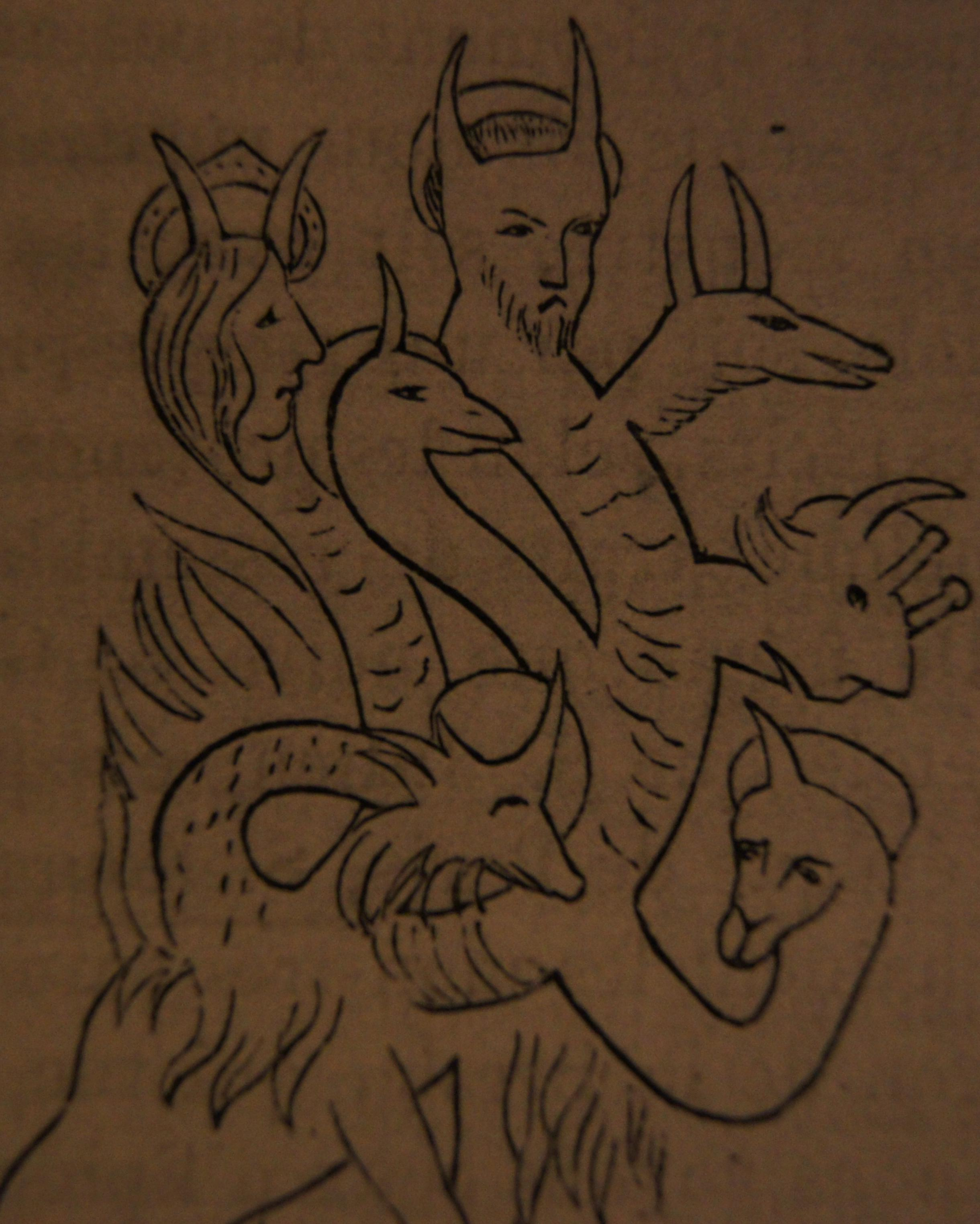
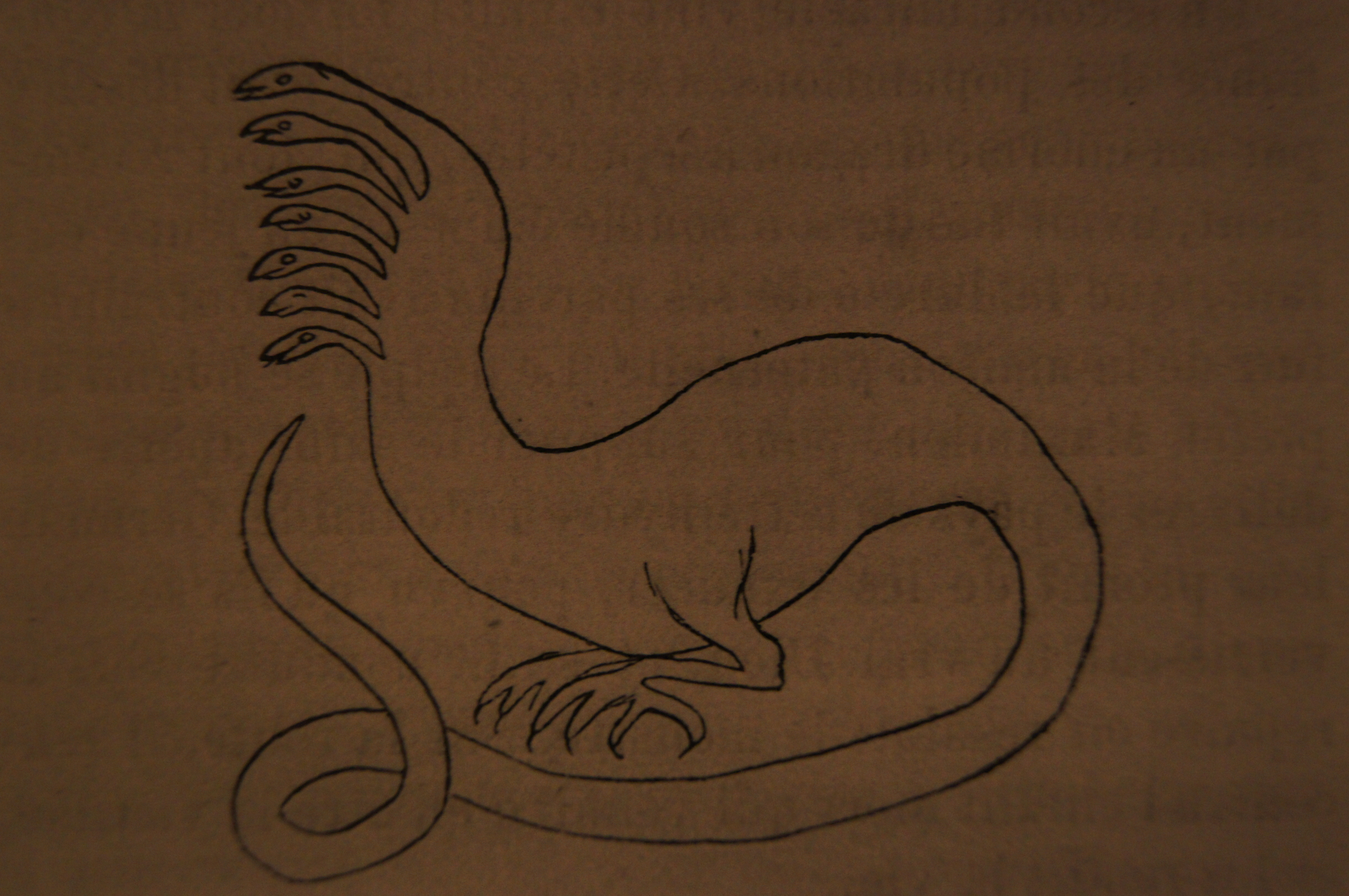

Une autre statue de plain-pied en bois peint représentait le saint dans la chaire à prêcher avant d’être reléguée dans le grenier . Une statue de bois peint et doré a aujourd’hui rejoint la collection du musée de Picardie. Le saint y est représenté dans ses habits pontificaux aux côtés de la bête dont les têtes ont été tranchées. Elle atteint 1,90 mètre de hauteur pour 25 centimètres de largeur et une épaisseur de 50 centimètres. Cette statue est l’œuvre des Frères Duthoit. Sur le portail de la façade sud de l’édifice, deux représentations du saint peuvent être observées. La première est une statue dans une fausse niche de type antique. Sur les sept têtes de la bête, quatre sont encore sur leur socle. Le saint retient le dragon par son étole. Juste au-dessous de cette statue, une représentation du saint est également incrustée dans une niche à même la porte. Cette sculpture en bois représente le saint aux côtés de la bête représentée sous la forme d’un oiseau à sept têtes dont l’une est couronnée.

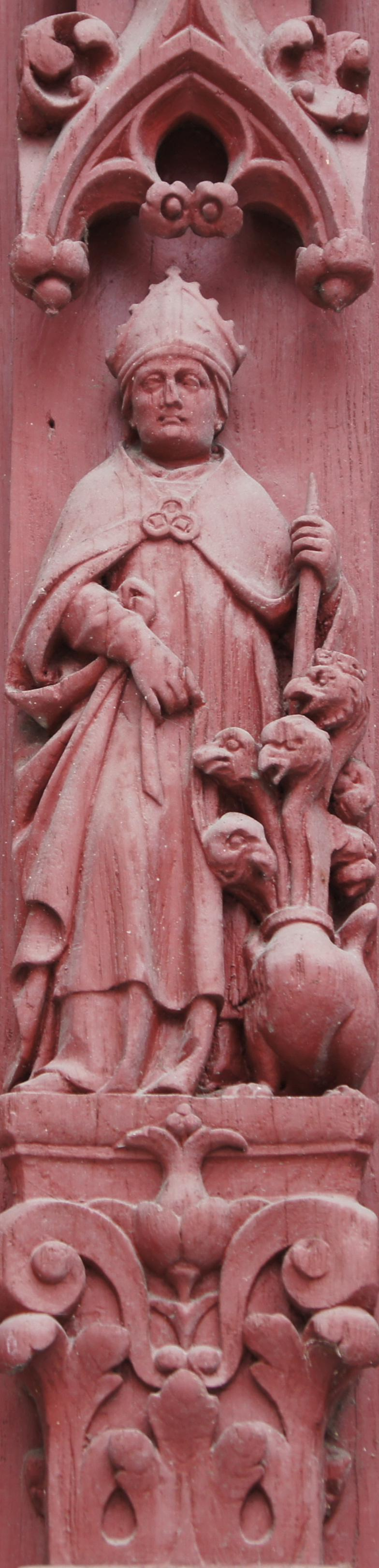
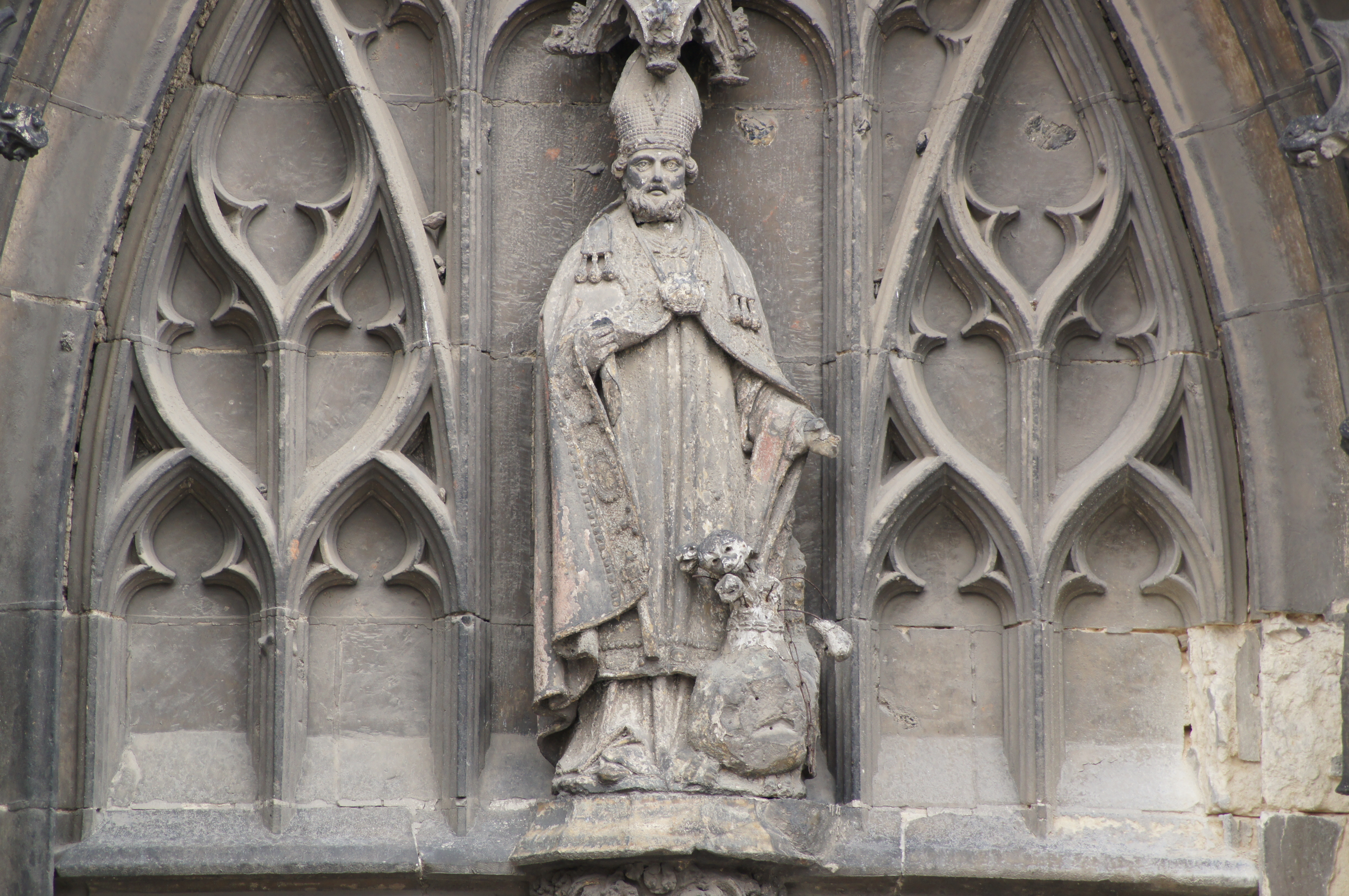
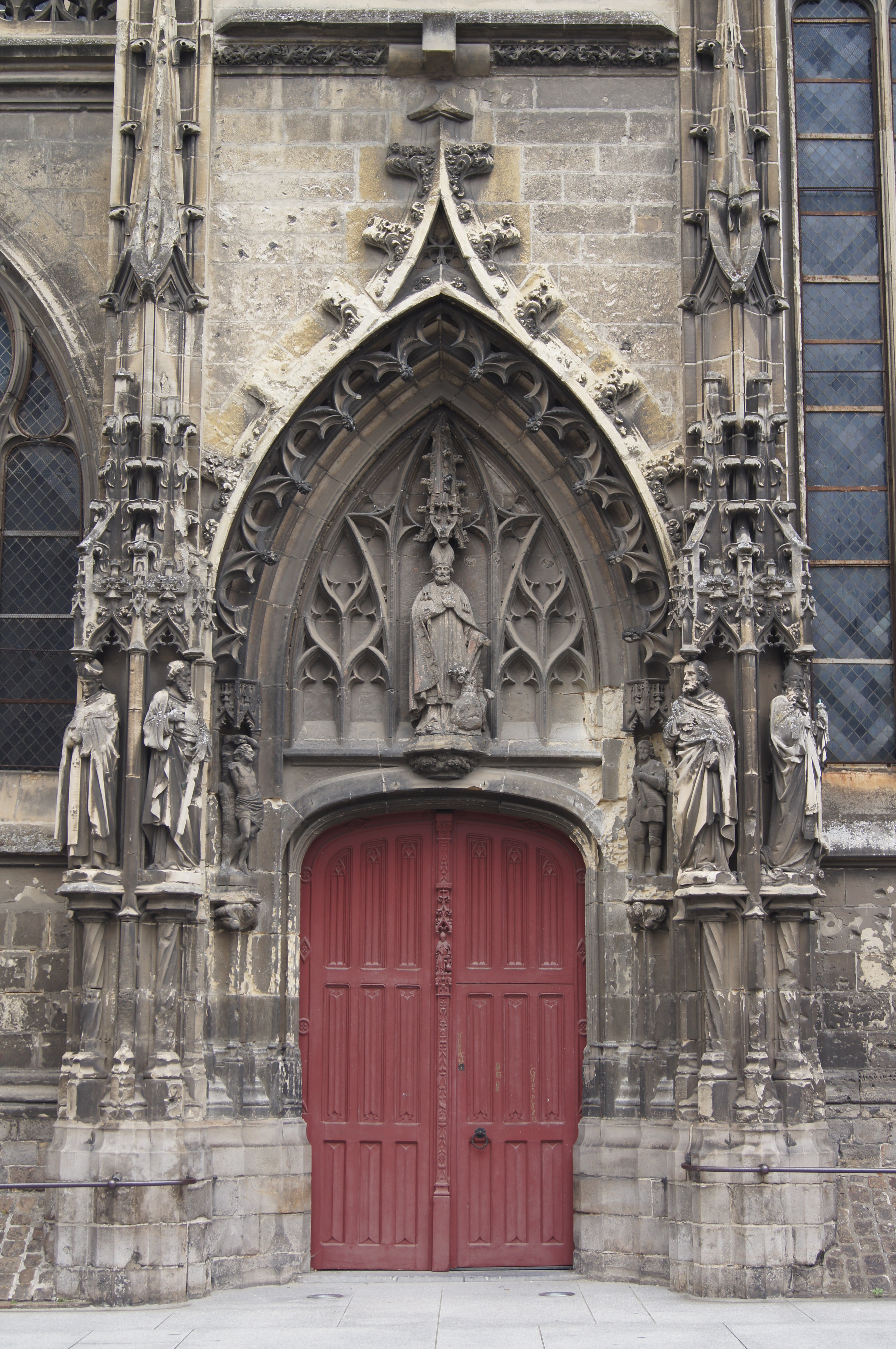

##### Chapelle de Saint-Germain à Ribemont

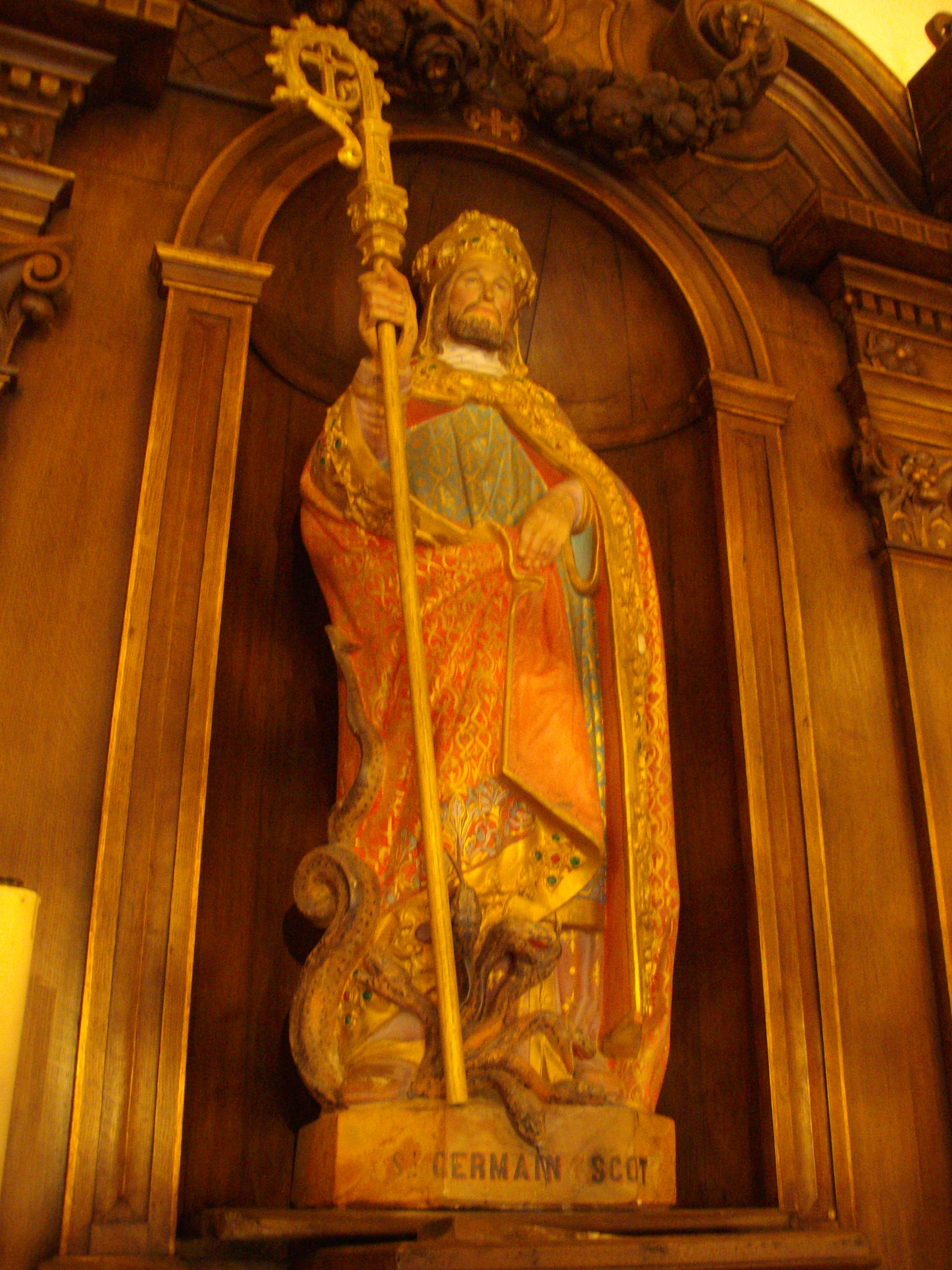

##### Collégiale Saint-Vulfran d'Abbeville

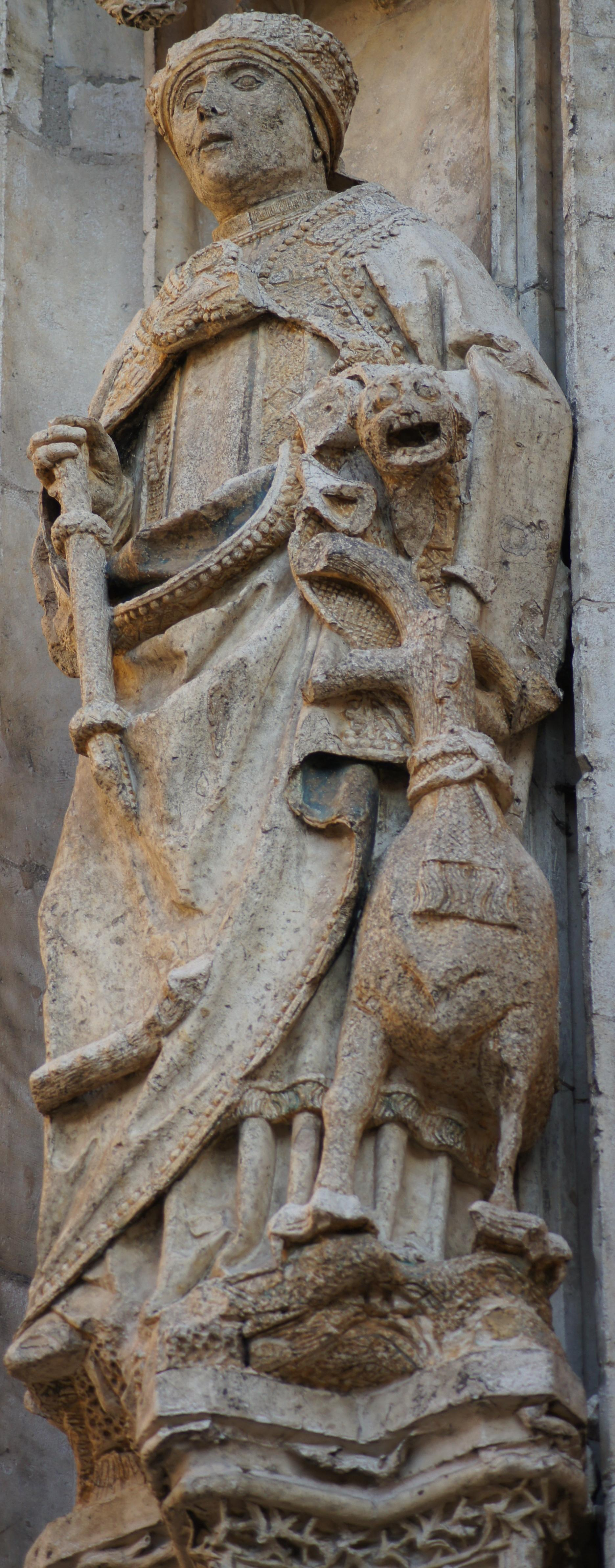

### Les vitraux

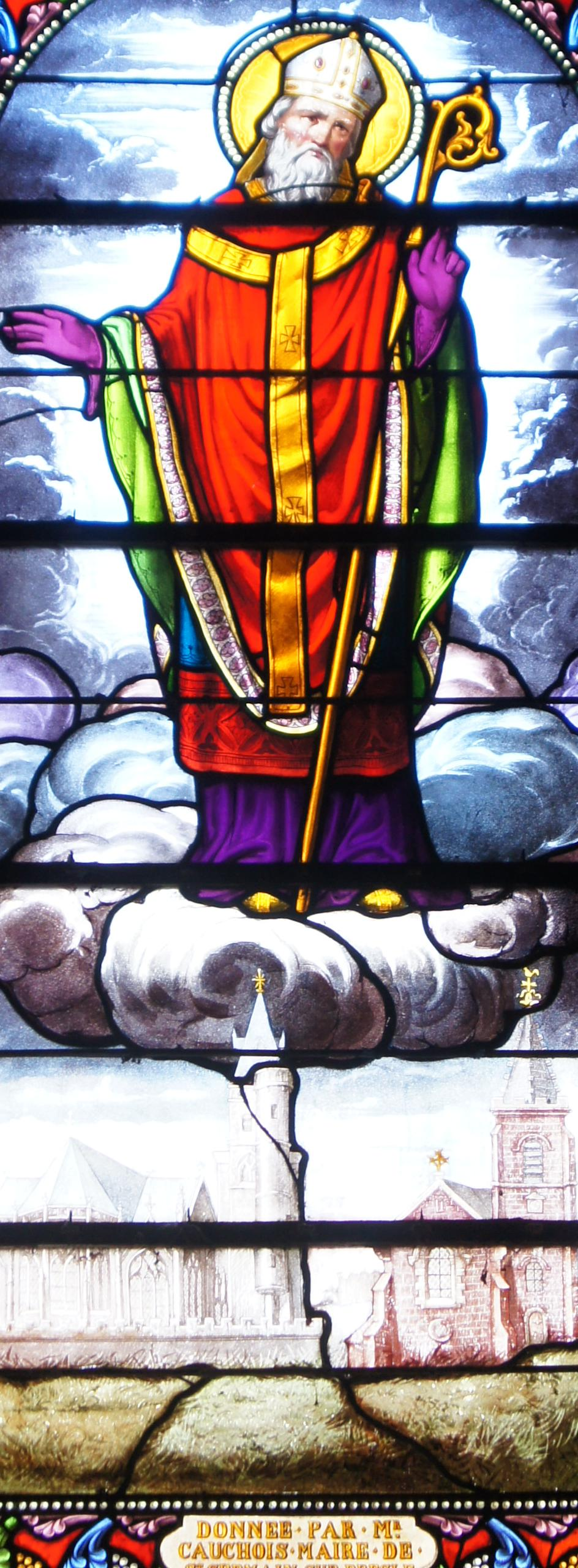
église de Saint-Germain-sur-Bresle
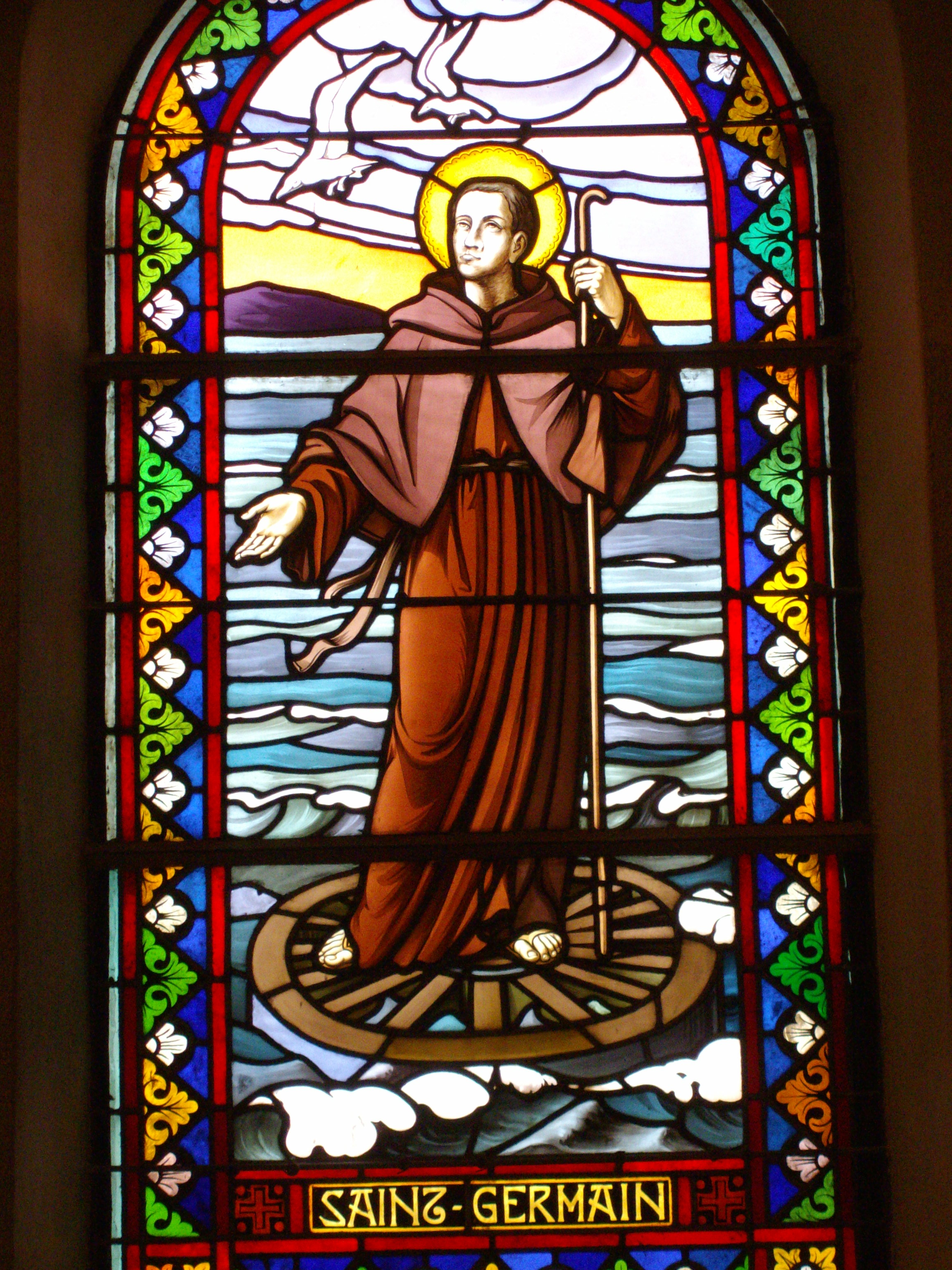
chapelle Saint-Germain à Ribemont

### Les fanions de procession
Dans le département de la Manche, trois communes ont coutume de fêter le martyre de saint Sauroctone. Ces fanions sont utilisés lors des processions à l'intérieur ou à l'extérieur des églises. À Flamanville, le fanion représente le saint aux côtés d'un enfant. Vêtu de ses habits d'évêque, il regarde l'enfant avec bienveillance en lui tenant le bras. Cette scène peut faire référence à l'enfant à qui le saint redonna la vie alors que la bête avait tenté de le ramener dans son antre. À Careret, le fanion représente le saint faisant face à la bête du trou baligan. Marchant sur l’eau, il brandit une croix à la vue du dragon qui semble reculer. À Saint-Germain-sur-Ay, le saint bénit de la main droite et tient à sa main gauche sa crosse d’évêque. Il se dresse sur un promontoire rocheux.

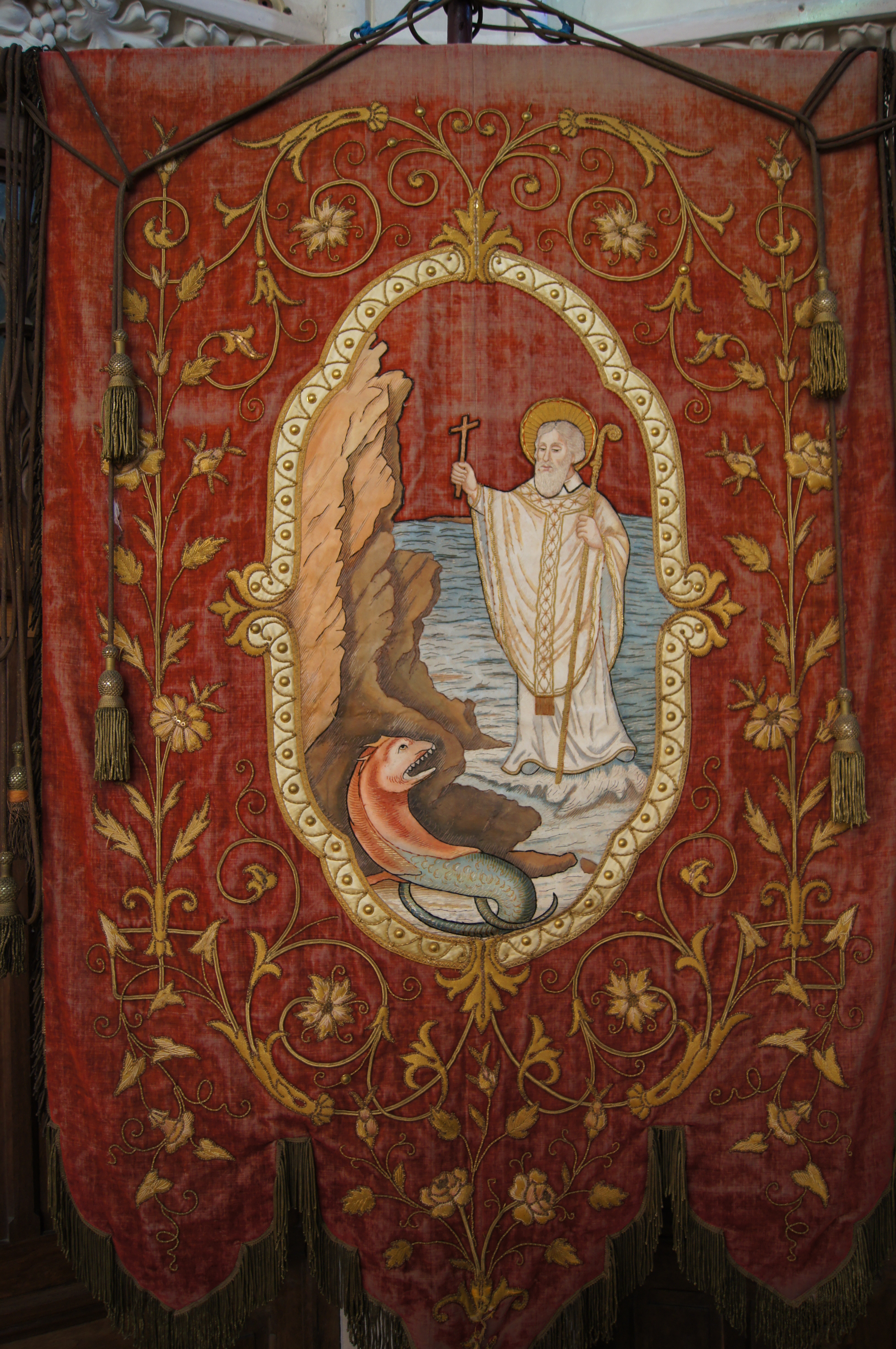
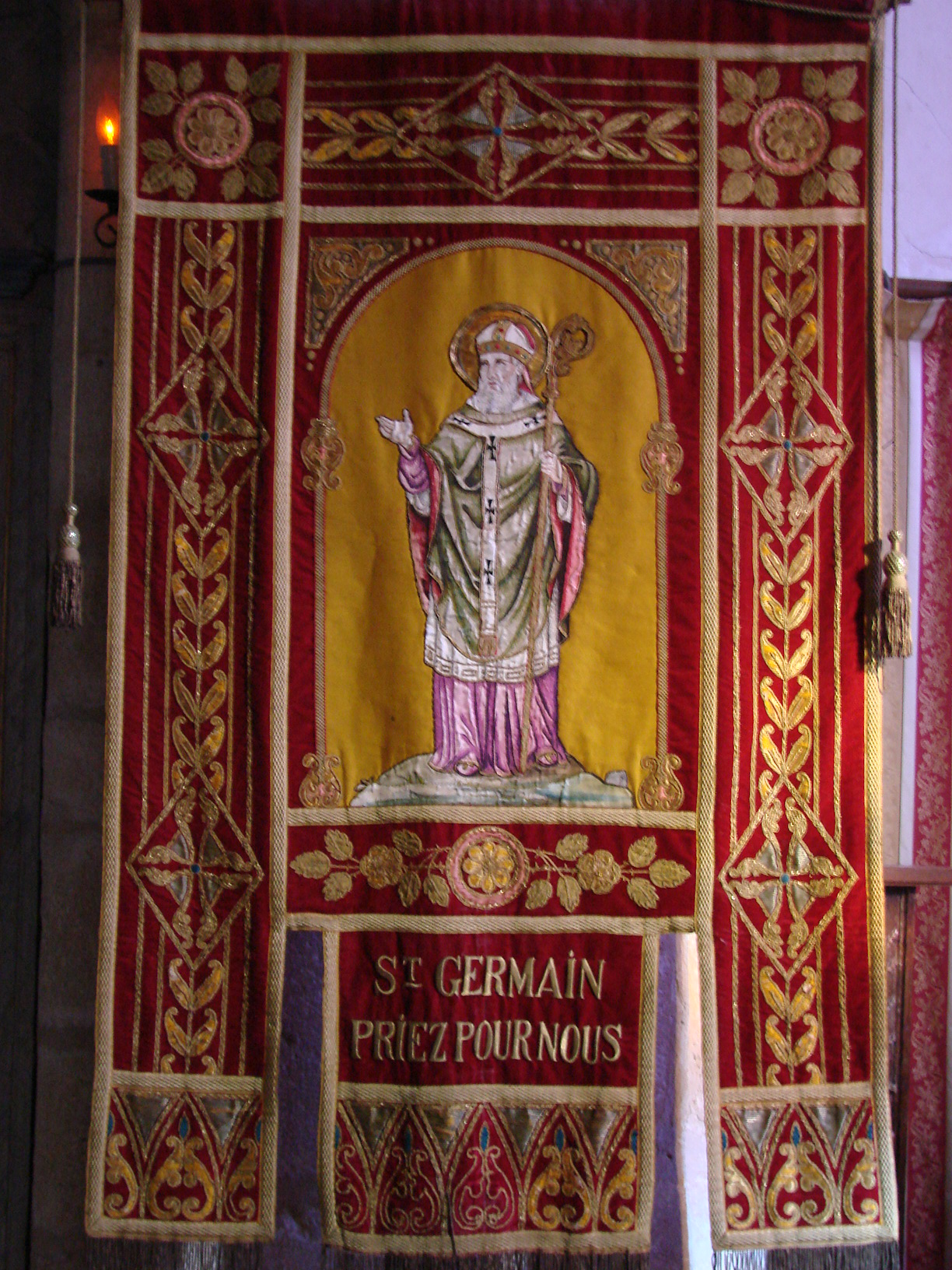
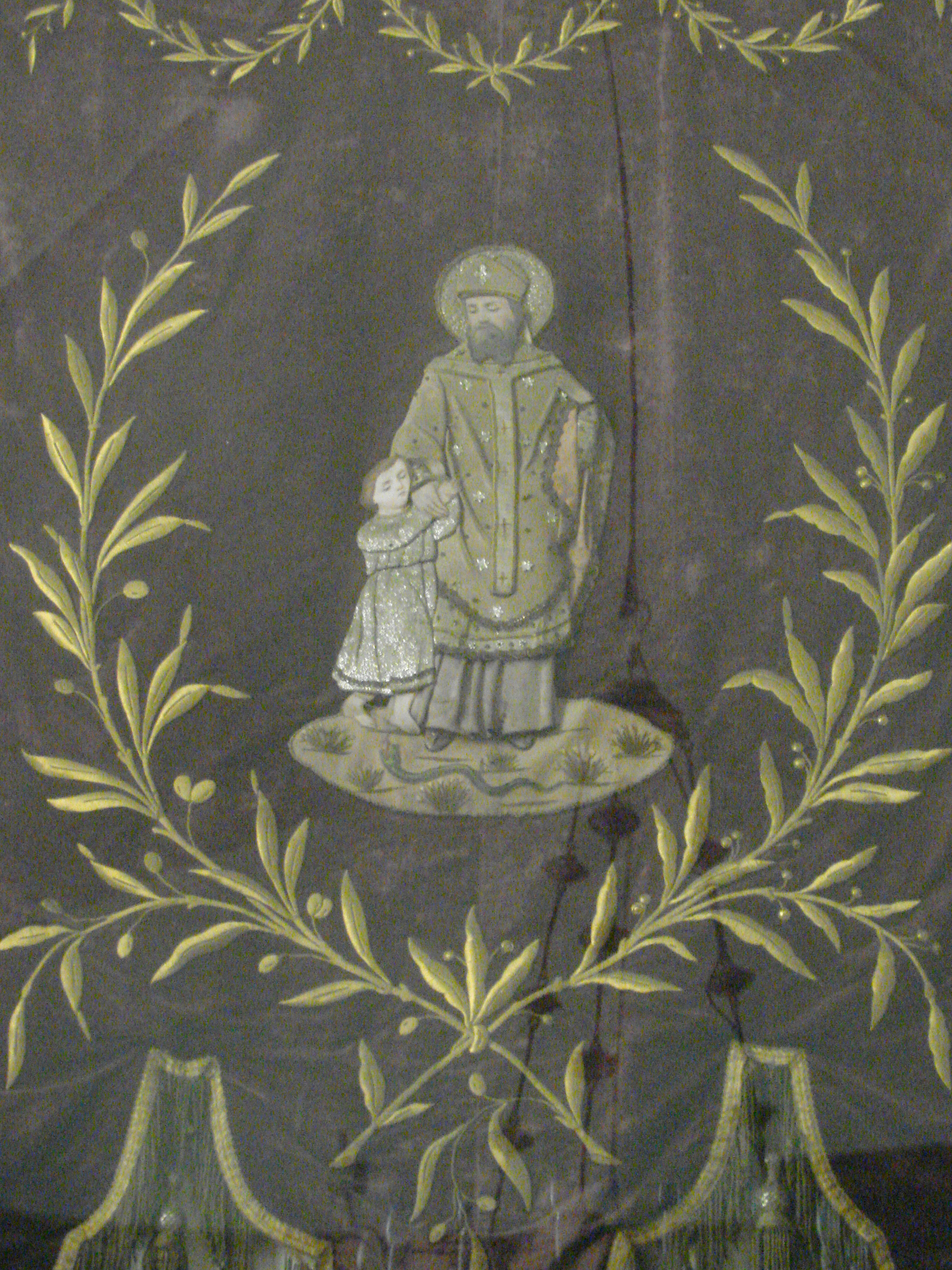

### Les tableaux

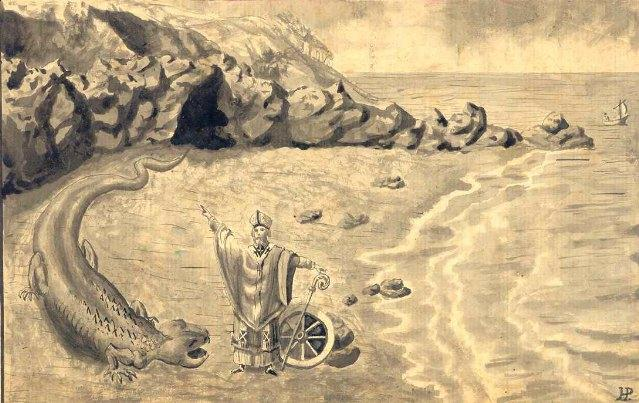
Gravure ancienne

## Études historiques et mythologiques
Lucien Musset range la Vie de Germain le Scot dans la catégorie des vies et passions « entièrement imaginaires, concernant des martyrs extrêmement douteux ».
Patrice Lajoye souligne que « la Vie de saint Germain l'Écossais n'a guère de valeur. C'est un conglomérat tardif de traditions..., auquel les Bollandistes ont tenté de donner un semblant de cohérence ». Elle a néanmoins amalgamé plusieurs traditions et légendes qui sont cohérentes.

### Sources primaires

#### Les manuscrits
- Vita Sancti Scoti, episcopi et martyris, patroni ecclesiae parochialis ejusdem S. Germani Ambianensis 1646, Manuscrit 465 de la bibliothèque d'Amiens.

#### Les imprimés
- Rosweyld, Germanus Anglus Episcopus et Martyr, 1607.
- Ferrarius, In Anglia St. Germani Episcopi, 1625.
- Wilson, Germania festivitas St Germani.
- "Die Secunda Mai, De S. Germano Episcopo Mart Apvd Ambianos in Gallia, Commentarius R.P. Joannis Bollandis", in Acta Sanctorum, mai, tome 1, [1680-1688]. 1680, p. 259-269en ligne.
- Bibliotheca Hagiographica Latina, Socii Bollandiani, no 3452.

### Sources secondaires

#### Livres spécialisés sur Saint-Germain le Scot
- Abbé Marcel Basseville, Saint Germain Scot, dit l’Eccossoy, évêque et martyr, Ve siècle, patron de la ville de Ribemont. Sa vie, ses reliques, son culte, 3e édition, 1943.
- Dom Jean Laporte, moine de Saint-Wandrille, Saint Germain, apôtre du Cotentin martyrisé dans le Val de la Bresle, 1959.
- René Genest, L'Évêque régionnaire Germain dit le Scot (448-480), 1965.
- E.A. Pape, Vie de saint Germain-l'Écossais ou de Sénarpont, évêque régionnaire et martyr, patron de Saint-Germain d'Amiens, de Saint-Germain-sur-Bresle, du Mesnil-David et autres lieux, Mis à mort par Hubaut, seigneur du Vieux Rouen et environ.
- Église Sain-Germain d'Amiens, Documents authentiques contenus dans le reliquaire de Saint Germain dit L'Écossais patron de la paroisse, imp. Nouvelle-Doullens.

#### Articles sur la vie du saint
- Charles Gosset, Un missionnaire du Ve siècle, Saint Germain de la mer, Revue départementale de la Manche, 1998.
- Charles Gosset, Un missionnaire du Ve siècle, saint Germain de la Mer cité par Roger-Jean Lebarbenchon dans La Hague, le Viking, le curé et la République, Société nationale académique de Cherbourg, 1998
- J. Fleury, Littérature orale de la Basse Normandie, 1883.
- A. Rostand, Saint-Germain à la roue, Patron de Flamanville et de Carteret, in Revue de la Manche, T.2, fascicule 5, janvier 1960.
- Charles Grosset, Hypothèses sur l'évangelisation du Cotentin, in Revue de la Manche, T.10, 1968.
- Asselin, Mémoire sur un temple gaulois de Kerkeville, Cherbourg, 1833.
- Corblet, Hagiographie du diocèse d'Amiens, T.II, 1870.
- La chapelle Saint-Germain de Querqueville, in Archéologie médiévale, tome 8, 1977.
- Abbé Masselin, Culte de Saint Germain dans le Calvados, Bull. de la Société des antiquaires ed Normandie, 1917.
- Abbé J. Corblet, Saint Germain d'Écosse, évêque et martyr, 2 mai, Ve siècle, in Hagiographie du diocèse d'Amiens, T.2, 1870, p. 488-521.
- M.J. Caulle, Saint Germain l'Écossais, apôtre de la vallée de la Bresle, in Recueil des publications de la Société havraise d'études diverses, Le Havre, 1934, p. 110-123.

#### Articles sur les représentations artistiques du saint
- Jacques Baudoin, Grand livre des saints culte et iconographie en Occident, Éditions Créer, 2006.
- Photographies de deux sculptures de Saint-Germain l'Écossais, in Catalogue Aimé et Louis Duthoit, dernier imagiers du Moyen Âge, Amiens, musée de Picardie, 2003, catalogue no 37 et no 38.
- Georges Durand, Amiens, église Saint-Germain-l'Écossais, in Société des antiquaires de Picardie. Fondation Edmond Soyez, La Picardie historique et monumentale. tome 1.arrondissement d'Amiens, Amiens, Imprimerie Yvert et Tellier, 1893-1899, 60 p. (lire en ligne), p.110-147
- Auguste Janvier, Saint-Germain-sur-Bresle, le tombeau, in Société des antiquaires de Picardie. Fondation Edmond Soyez, La Picardie historique et monumentale. tome 1.arrondissement d'Amiens, Amiens, Imprimerie Yvert et Tellier, 1893-1899, 60 p. (lire en ligne), p.409-412